# 澳門已取消巴士路線列表

## 巴士公司
| 岐關                                        | 公共汽車公司                              |
| ------------------------------------------- | ----------------------------------------- |
| 岐關車路有限公司                            | 澳門公共汽車公司 福利前身                 |
| 氹仔惠信公共汽車                            | 福利                                      |
| 氹仔惠信公共汽車公司 氹仔公共汽車公司前身   | 澳門福利公共汽車股份有限公司 新福利前身   |
| 氹仔公共汽車                                | 路環利安                                  |
| 氹仔公共汽車公司 併入海島市公共汽車         | 路環利安巴士公司 併入海島市公共汽車       |
| 小輪公司                                    | 海島市公共汽車                            |
| 澳門海島市小輪船公司 海島市公共汽車公司前身 | 澳門海島市公共汽車公司 澳巴前身           |
| 新福利                                      | 澳巴                                      |
| 澳門新福利公共汽車有限公司                  | 澳門公共汽車股份有限公司                  |
| 維澳蓮運                                    | 新時代                                    |
| 維澳蓮運公共運輸股份有限公司 新時代前身     | 澳門新時代公共汽車股份有限公司 已併入澳巴 |

## 已取消路線列表
| 營運商           | 路線 （別稱）                   | 起訖點                                     | 起訖點 | 起訖點                                      | 取消日期             | 簡介及取消原因 |
| ---------------- | ------------------------------- | ------------------------------------------ | ------ | ------------------------------------------- | -------------------- | --- |
| 福利             | 1 第1代                         | 港澳碼頭                                   | ↺      | 新街市                                      | 1952年9月            | - 為第1代2路線逆時針版本 - 途經新馬路、南灣大馬路、水坑尾、荷蘭園、高士德、新街市（紅街市）、提督馬路、沙梨頭，返回內港（港澳碼頭） - 後併入5路線 |
| 海島市公共汽車   | 1                               | 氹仔                                       | ↔      | 黑沙                                        | 1983年               | - 因路線編號與福利1路線重疊，更改路線編號為14路線 |
| 新福利           | 1B                              | 關閘                                       | ↔      | 新口岸／科英布拉街                          | 1998年10月           | - 為配合黑沙環新填海區發展而開辦，但由於未經澳門政府土地工務運輸司批准擅自開辦而被勒令取消 |
| 福利             | 2 第1代                         | 港澳碼頭                                   | ↺      | 新街市                                      | 1952年9月            | - 為第1代1路線順時針版本 - 途經沙梨頭、提督馬路、新街市 （紅街市）、高士德、荷蘭園、水坑尾、南灣大馬路、新馬路，返回內港（港澳碼頭） - 後併入5路線 |
| 海島市公共汽車   | 2                               | 路環                                       | ↔      | 九澳                                        | 1983年               | - 因路線編號與福利2路線重疊，更改路線編號為15路線 |
| 新福利           | 2A 第1代                        | 順景廣場                                   | ↺      | 香山公園                                    | 1998年10月           | - 1998年2月，為配合黑沙環新填海區發展而開辦。但由於未經澳門政府土地工務運輸司批准擅自開辦而被勒令取消 |
| 新福利           | 2短線 （2X）                    | 順景廣場                                   | ↔      | 南灣／羅保博士街                            | 2009年4月26日        | - 又稱2X路線 - 2004年2月2日，為配合推出轉乘服務而開辦，後來為配合交通事務局實施第二階段巴士路線調整，由新開通的2A路線取代 |
| 公共汽車公司     | 3 第1代                         | 關閘                                       | ↔      | 媽閣                                        | 1952年1月1日         | - 途經關閘馬路、提督馬路、沙梨頭、內港 - 因公共汽車公司突然以虧損為由停駛而停辦 |
| 福利             | 3 第2代                         | 總站                                       | ↺      | 永樂戲院                                    | 1954年2月3日         | - 為第2代4路線逆時針版本 - 途經新馬路、南灣大馬路、水坑尾、荷蘭園、亞豐素街、鏡湖馬路、永樂戲院、沙梨頭，返回總站（18號碼頭） - 後與4路線合併為小環市線 |
| 新福利           | 3短線                           | 關閘                                       | ↺      | 葡京酒店                                    | 不詳                 | - 因應繁忙時間實際客況而行駛 - 大巴、中巴的車頭頭牌只會顯示3路線，但設於大巴、中巴的套牌及小巴頭牌則會顯示3短線 |
| 新福利           | 3B                              | 關閘                                       | ↔      | 港澳碼頭                                    | 1996年2月25日        | - 新年快線 - 曾於1994年至1996年春節（年初一至年初七）期間開辦 |
| 新時代           | 3BX 第1代                       | 關閘                                       | →      | 亞馬喇前地                                  | 2019年5月1日         | - 因博企轉用載客量更高的巴士行駛免費穿梭巴士線，導致客量明顯減少，故在同年十一黃金週停駛 |
| 新福利           | 3C                              | 葡京酒店                                   | ↔      | 融和門                                      | 1998年               | - 1997年及1998年，為配合春節燃放爆竹區設於融和門時提供服務 - 服務時間為12:30-00:30，每12分鐘一班 - 途經殷皇子馬路、巴掌圍、民國馬路、半邊橙 |
| 新時代           | 3X特別線                        | 亞馬喇前地                                 | ↺      | 蓮峰泳池                                    | 2017年8月23日        | - 8月23日18:30分氣象局解除八號風球後，市面多處路段封路，只有部分路線恢復行駛。 - 當日19:00-23:00臨時開辨本線，由亞馬喇前地開出，沿3路線原線至蓮峰游泳池，後折返沿3或3X路線至亞馬喇前地 - 巴士電牌顯示為3X，車頭紙牌則標明為3X特別線 |
| 澳巴             | 3X特別班次 3X Especial          | 關閘                                       | ↺      | 亞馬喇前地                                  | 2025年2月3日         | - 2024年5月2日至4日早上至中午期間，澳巴臨時開設本線，由關閘直達亞馬喇前地，後沿3X路線沿線返回關閘，在5月3日11:00左右，巴士電牌不再顯示3X 特別班次，統一顯示為3X，並在中午起回復原線 - 2024年6月8日，該路線被重新調整路線且定編為3T路線 - 2024年9月15-16日及10月3-6日及2025年1月起再次臨時開設本線 |
| 公共汽車公司     | 4 第1代                         | 港澳碼頭                                   | ↺      | 媽閣                                        | 1952年前             | - 途經新馬路、南灣、西灣、半邊橙 - 因客量不足而停辦 |
| 福利             | 4 第2代                         | 總站                                       | ↺      | 永樂戲院                                    | 1954年2月3日         | - 為第2代3路線順時針版本 - 途經沙梨頭、永樂戲院、鏡湖馬路、亞豐素街、荷蘭園、水坑尾、南灣大馬路、新馬路，返回內港（港澳碼頭） - 後與3路線合併為小環市線 |
| 福利             | 4A                              | 總站                                       | ↺      | 不詳                                        | 1963年               | - 1963年開通4A小環市單線，並於同年取消 |
| 福利             | 5A                              | 媽閣                                       | ↔      | 山頂醫院                                    | 1979年7月4日         | - 途徑下環、新馬路、南灣大馬路、水坑尾、荷蘭園、高士德、紅街市、提督馬路、跑狗場、台山、黑沙環、螺絲山、松山上路、山頂醫院、松山上路、二龍喉、士多紐拜斯、水坑尾、南灣大馬路、新馬路、下環 - 被新開辦的6路線取代 |
| 新福利           | 5短線 第1代                     | 南灣／羅保博士街                           | →      | 媽閣                                        | 不詳                 | - 2003年11月22日，為配合推出轉乘服務而開辦 - 只在18:30、18:45、19:00服務 - 因客量不足而取消。 |
| 新福利           | 5短線 第2代                     | 關閘                                       | ↺      | 羅理基／葡京                                | 2009年前             | - 在開通5X路線前，曾不定時開辦5短線 - 由關閘開往至教育暨青年局後，經水坑尾街繼續按5路線原線返回關閘 |
| 新福利           | 5AX                             | 旅遊塔                                     | ↺      | 華大新村                                    | 2023年12月2日        | - 因輕軌媽閣站開通，路線編號更改為65 |
| 新福利           | 5S                              | 粵通碼頭                                   | ↺      | 華大新村                                    | 2023年2月6日         | - 2023年1月22-24日，2月4-5日，為配合“新馬路任我行”步行區試驗計劃而開辦 |
| 公共汽車公司     | 6 第1代                         | 港澳碼頭                                   | ↔      | 蓮峰球場                                    | 1952年1月1日         | - 途經新馬路、南灣、荷蘭園、雅廉訪 - 因澳門公共汽車公司突然以虧損為由停駛而停辦 |
| 福利             | 6 第2代                         | 議事亭前地                                 | ↔      | 山頂醫院                                    | 1966年               | - 於1965年6月21日開通，途經新馬路、南灣大馬路、水坑尾、東望洋斜巷 - 全線只以一輛可載11名乘客座位小型巴士行駛 - 只在早上7:20-9:30分及下午2:50-5:10分，每20分鐘一班 - 後因客量不足，在一年後取消 |
| 澳巴             | 6 第3代                         | 順景廣場                                   | ↺      | 山頂醫院                                    | 2013年9月28日        | - 因應交通事務局逐步推行巴士線網優化計劃，藉以縮短南北兩區乘客前往山頂醫院所需的路程及時間，故分拆為6A、6B路線 |
| 新福利           | 7A 第1代                        | 祐漢第二街                                 | ↔      | 香山公園                                    | 1998年               | - 在1998年2月，為配合黑沙環新填海區發展而開辦。但由於未經澳門政府土地工務運輸司批准擅自開辦而被勒令取消 |
| 澳巴             | 7A 第2代                        | 東方明珠                                   | ↔      | 亞馬喇前地                                  | 2017年4月9日         | - 為減少路線重疊，令公共資源得以合理運用，交通事務局經分析現時各路線運行情況及乘客的出行習慣等，故把7、7A路線合併重整為新7路線 |
| 新福利           | 7短線 （7X）                    | 祐漢第二街                                 | ↔      | 南灣／羅保博士街                            | 2009年4月26日        | - 又稱7X路線 - 2004年2月2日，為配合推出轉乘服務而增設；後來為配合交通事務局實施第二階段巴士路線調整，由新開通的7A路線取代 - 本線於農曆年初一至初七、五·一及十·一黃金週、8月1至31日期間暫停服務 - 祐漢開出時間︰07:30-18:00；南灣／羅保博士街開出時間︰07:55-18:25，班距20-25分鐘 |
| 新福利           | 9A短線 （9AX）                  | 關閘                                       | ↔      | 南灣／羅保博士街                            | 2008年10月15日       | - 又稱9AX路線 - 因應客量需要而增設 - 及後根據澳門政府發出之「道路集體客運公共服務批給合同」補充公佈取消 |
| 澳巴             | 10A                             | 外港碼頭                                   | ↔      | 媽閣                                        | 2023年12月2日        | - 1993年12月1日，因外港客運碼頭由友誼巷遷移到海港前地，導致10路線往關閘方向無法途經外港碼頭，故澳巴開設本線。 - 去程途經澳門科學館、亞馬喇前地、新馬路；回程途經新馬路、葡京酒店、十月一日前地、文化中心、馬六甲街 - 因輕軌媽閣站開通，路線編號更改為60 |
| 澳巴             | 10C                             | 葡京酒店                                   | ↔      | 融和門                                      | 1998年               | - 途經新馬路、下環 - 1997年及1998年，為配合春節燃放爆竹區設於融和門時提供服務 - 服務時間為12:30-00:30，每12分鐘一班 |
| 澳巴             | 10X                             | 青洲坊                                     | ↺      | 亞馬喇前地                                  | 2024年6月1日         | - 為配合交通事務局實施第二階段巴士路線調整而開設 - 去程途經祐漢第一街、慕拉士馬路、外港碼頭、澳門理工大學、羅理基博士大馬路、治安警察局；回程途經十月一日前地、高美士街、回力、友誼大馬路、水塘北角、慕拉士馬路、巴波沙大馬路 - 因路線重疊，本線與29路線合併 |
| 小輪公司         | 11 臨時路線                     | 澳門（海傍總站）                           | ↔      | 氹仔                                        | 1974年10月13日或之前 | - 為配合澳氹大橋開通，市政廳推出臨時措施要求福利及小輪公司，在1974年10月5日下午起試辦本線，氹仔公共汽車公司自1974年10月中旬起加入營運，兩間公司由於沒有編排班次，因此開出的班次不固定 - 10月中旬，氹仔公共汽車公司控告小輪公司無權派車行走澳氹兩地，被澳葡政府勒令即時停駛。 - 其後市政廳於11月1日制定過橋巴士專營權，終由福利及海島市公共汽車投得，而福利及海島市（改組後的氹仔公共汽車及小輪公司）兩間巴士公司需要輪流開出固定的班次及行駛固定的路線走向 |
| 氹仔公共汽車     | 11 臨時路線                     | 澳門（海傍總站）                           | ↔      | 氹仔                                        | 1974年11月1日        | - 為配合澳氹大橋開通，市政廳推出臨時措施要求福利及小輪公司，在1974年10月5日下午起試辦本線，氹仔公共汽車公司自1974年10月中旬起加入營運，兩間公司由於沒有編排班次，因此開出的班次不固定 - 10月中旬，氹仔公共汽車公司控告小輪公司無權派車行走澳氹兩地，被澳葡政府勒令即時停駛。 - 其後市政廳於11月1日制定過橋巴士專營權，終由福利及海島市公共汽車投得，而福利及海島市（改組後的氹仔公共汽車及小輪公司）兩間巴士公司需要輪流開出固定的班次及行駛固定的路線走向 |
| 新福利           | 11                              | 司打口                                     | ↔      | 氹仔                                        | 1996年8月30日        | - 原為兩巴士公司早已名存實亡之「聯營」路線 - 後來新福利將路線來回程改經友誼大橋，同時更改路線編號為34 |
| 澳巴             | 12X                             | 亞馬喇前地                                 | ↺      | 外港碼頭                                    | 2018年4月21日        | - 因新巴士收費，遂更改路線編號為12T |
| 澳巴             | 13                              | 關閘                                       | ↔      | 路環                                        | 1990年8月15日        | - 1986年2月1日開通，途經馬場海邊馬路、黑沙環第六／五街、慕拉士、漁翁街、港澳碼頭、友誼馬路、葡京酒店、澳氹大橋、孫逸仙大馬路、三家村、嘉樂庇馬路、連貫公路、石排灣 - 每天只開出十班車，80分鐘一班 - 後被新開通的25路線取代 |
| 澳巴             | 14                              | 氹仔                                       | ↔      | 黑沙                                        | 1997年               | - 20世紀80年代初開通，途經氹仔市中心、石排灣郊野公園、路環市區 - 併入15路線（當時為路環市區往返九澳村） |
| 新福利           | 15S （15特班車） 第一代         | 蝴蝶谷大馬路                               | ↺      | 九澳聖若瑟學校                              | 2022年7月23日        | - 又稱15特班車 - 只於2022年7月18日至22日服務，方便往返路環島偏遠地區居民在“相對靜止管理”期間的區內維持基本維生出行需要 |
| 新福利           | 15X                             | 黑沙海灘                                   | ↺      | 蝴蝶谷大馬路                                | 2018年4月21日        | - 因新巴士收費，遂更改路線編號為15T |
| 福利             | 18 第1代                        | 八角亭                                     | ↺      | 泳棚                                        | 不詳                 | - 只於泳季期間行駛 |
| 福利             | 21 第1代                        | 路環                                       | ↔      | 澳門（海傍總站）                            | 1985年6月27日        | - 為配合石排灣郊野公園開幕，本線取消，由21A路線改為全日服務取代 - 後因路環居民強烈要求下，海島市公共汽車於兩日後復辦本線，福利則於翌年3月28日復辦 |
| 海島市公共汽車   | 21 第1代                        | 路環                                       | ↔      | 澳門（大豐倉）                              | 1985年6月27日        | - 為配合石排灣郊野公園開幕，本線取消，由21A路線改為全日服務取代 - 後因路環居民強烈要求下，海島市公共汽車於兩日後復辦本線，福利則於翌年3月28日復辦 |
| 新福利           | 21 第2代                        | 司打口                                     | ↔      | 路環市區                                    | 1994年7月30日        | - 原為兩巴士公司早已名存實亡之「聯營」路線 - 為配合北區發展，新福利將路線延長至筷子基，同時更改路線編號為26 |
| 澳巴             | 21 第2代                        | 司打口／李道巷                             | ↔      | 路環市區                                    | 2011年8月1日         | - 原為兩巴早已名存實亡之「聯營」路線 - 1994年新福利將路線更改編號後變為澳巴獨營 - 由於本線嚴重重疊及班次不足，在新營運模式路線重整中被26路線取代 |
| 福利             | 21A 第1代 臨時路線              | 澳門（海傍總站）                           | ↔      | 黑沙海灘                                    | 1974年11月1日        | - 由於1974年10月5日至同月31日試行期間客量偏低而放棄營運 - 後於1975年2月8日起與海島市公共汽車共同復辦本線，但維持只在週末及假日提供服務 |
| 新福利           | 21A 第2代                       | 司打口                                     | ↔      | 黑沙海灘                                    | 1994年7月30日        | - 原為兩巴士公司早已名存實亡之「聯營」路線 - 為配合北區發展，新福利將本線延長至筷子基，同時更改路線編號為26A |
| 澳巴             | 21AS （21A特班車）              | 媽閣                                       | ↺      | 九澳堤壩馬路                                | 2022年8月8日         | - 又稱21A特班車 - 為配合2022年COVID-19疫情的鞏固期和穩定期，故開辦本線 - 2022年8月8日，澳門公共巴士恢復正常運作，故取消本線 |
| 澳巴             | 21A特別班次 21A Especial        | 媽閣                                       | →      | 金光大道                                    | 2024年5月4日         | - 2024年5月2-4日，澳巴臨時開設本線，由媽閣單向前往金光大道 - 2024年6月8日，該路線被重新調整路線且定編為21AT |
| 澳巴             | 22F                             | 石排灣                                     | ↔      | 亞馬喇前地                                  | 2015年10月6日        | - 因政府改以5字頭作為石排灣路線編號，遂更改路線編號為52 |
| 澳巴             | 23特別班次 23 Especial          | 西灣湖街臨時站                             | →      | 青茂口岸 （青茂／青蔥大廈）                 | 2025年1月1日         | - 為快速疏散旅遊塔除夕倒數人潮，澳巴開設本線，一站直達青茂口岸 - 電牌因字體侷限關係，路線編號只顯「特別班次」，僅在車頭處張貼「23特別班次」紙牌 |
| 澳巴             | 25 夏季線                       | 關閘                                       | ↔      | 黑沙海灘                                    | 1990年代中旬         | - 25路線開通初期，只於每年的5-10月份延伸至竹灣、黑沙海灘 - 及後25路線改為全年均途經至黑沙海灘，故取消本線 |
| 新福利           | 25F                             | 石排灣                                     | ↺      | 關閘                                        | 2016年1月16日        | - 原為石排灣首條開辦並使用英文字母F（喻意石排灣快線）的路線 - 後因政府改以5字頭作為石排灣路線編號，遂更改路線編號為51 |
| 新福利           | 25X                             | 菜園涌邊街                                 | ↺      | 蓮花圓形地                                  | 2018年4月21日        | - 因新巴士收費，遂更改路線編號為25B |
| 新福利           | 26夏季                          | 筷子基                                     | ↔      | 黑沙海灘                                    | 2007年9月1日         | - 為方便市民前往黑沙海灘，新福利於1995至2002年5-9月、2003年至2005年5-10月夏季、2006年至2007年的7月至8月份暑假期間延伸26路線至黑沙海灘，後因客量不足而取消延伸計劃。 |
| 新福利           | 26AT 第1代                      | 筷子基北灣                                 | ↔      | 黑沙海灘                                    | 2018年8月17日        | - 於2018年6月30日至8月16日新馬路排水系統工程期間，新福利抽調26A路線部分班次以新增本線 - 行程與26A路線大致相同，但去程不經沙梨頭，改經高士德；回程與26A路線相同 |
| 新福利           | 26AX                            | 亞馬喇前地                                 | ↔      | 考車場                                      | 不詳                 | - 由亞馬喇前地開出，沿26A路線原線至蓮花圓形地後折返，返回至亞馬喇前地 |
| 澳巴             | 27S （27特班車）                | 青洲坊                                     | ↺      | 新城A區                                     | 2022年8月8日         | - 又稱27特班車 - 為配合2022年COVID-19疫情的鞏固期和穩定期，故開辦本線 - 2022年8月8日，澳門公共巴士恢復正常運作，故取消本線 |
| 新福利           | 28A新年特線                     | 關閘                                       | ↺      | 氹仔                                        | 1996年2月25日        | - 又名新年快線 - 曾於1994年至1996年春節（年初一至年初七）期間開辦，寓意「易發」 - 由關閘開出，途經港澳碼頭至氹仔市區 |
| 新福利           | 28B新年特線                     | 關閘                                       | ↔      | 港澳碼頭                                    | 1996年2月25日        | - 又名新年快線 - 曾於1994年至1996年春節（年初一至年初七）期間開辦，寓意「易發」 - 由關閘開出，途經黑沙環、慕拉士、漁翁街至港澳碼頭 |
| 新時代           | 28BX （28B短線）                | 青洲                                       | ↺      | 東方拱門                                    | 2018年4月21日        | - 新福利時期又稱28B短線 - 因新巴士收費，遂更改路線編號為29 |
| 新福利           | 28C新年特線                     | 關閘                                       | ↔      | 港澳碼頭                                    | 1996年2月25日        | - 又名新年快線 - 曾於1994年至1996年春節（年初一至年初七）期間開辦，寓意「易發」 - 由關閘開出，途經水坑尾至港澳碼頭 |
| 新福利           | 28CX                            | 回力臨時站                                 | ↔      | 港澳碼頭                                    | 2015年11月22日       | - 於2011年11月份開通，只於每年的大賽車日期間服務 - 後來交通事務局每年減少本線的班次，最終於2016年起取消服務 |
| 新時代           | 31                              | 綜藝館                                     | ↺      | 外港碼頭                                    | 2018年4月21日        | - 因新巴士收費，遂更改路線編號為31T |
| 新福利           | 32短線                          | 筷子基                                     | ↺      | 葡京酒店                                    | 2008年10月15日       | - 因應客量需要而增設 - 及後根據澳門政府發出之「道路集體客運公共服務批給合同」補充公佈停駛 |
| 新福利           | 32X                             | 旅遊塔                                     | ↺      | 亞馬喇前地                                  | 2018年4月21日        | - 因新巴士收費，遂更改路線編號為32T |
| 新福利           | 33短線 第1代                    | 南灣／羅保博士街                           | ↔      | 賽馬會                                      | 2006年               | - 因應客量需要而增設 - 後由新開辦的MT1、MT2路線所取代 |
| 新福利           | 33短線 第2代                    | 筷子基                                     | →      | 賽馬會                                      | 2008年10月15日       | - 單向行駛，並以賽馬會東門站為總站 - 大巴、中巴的車頭頭牌只會顯示33路線，但設於車內投幣機上通告顯示本線以賽馬會作總站，而小巴頭牌則會顯示33短線 - 及後根據澳門政府發出之「道路集體客運公共服務批給合同」補充公佈停駛。 |
| 新福利           | 34A                             | 關閘                                       | ↔      | 賽馬會                                      | 1998年               | - 為配合黑沙環新填海區發展而開辦，但由於未經澳門政府土地工務運輸司批准擅自開辦而被勒令取消 |
| 澳巴             | 35S （35特班車）                | 湖畔大廈                                   | ↺      | 鏡湖護理學院                                | 2023年6月10日        | - 35路線的特班車 - 為服務鏡湖護理學院師生而開辦 - 因客量不足，2023年6月10日起暫停服務，由35路線臨時增加站點取代，後在8月26日起將上述措施調整為永久實行。 |
| 新福利           | 37U                             | 澳門大學                                   | ↺      | 氹仔                                        | 2016年1月16日        | - 原為澳門大學新校區首條開設並使用英文字母U（喻意澳門大學路線）的路線 - 後因政府改以7字頭作為澳大路線代表編號，遂更改路線編號為72 |
| 新福利           | 38 第1代                        | 工人球場                                   | ↔      | 賽馬會                                      | 1998年1月1日         | - 途經葡京酒店、海洋花園、柯納納馬路 - 只於賽馬日首場開賽前一個半小時與賽事後提供服務 - 後改由賽馬會向新福利租用之免費穿梭巴士行駛 |
| 澳巴             | 38 第1代                        | 工人球場                                   | ↔      | 賽馬會                                      | 1998年1月1日         | - 途經葡京酒店、海洋花園、柯納納馬路 - 只於賽馬日首場開賽前一個半小時與賽事後提供服務 - 後改由賽馬會向新福利租用之免費穿梭巴士行駛 |
| 新福利           | 38 第2代                        | 氹仔／澳門運動場                           | →      | 葡京酒店                                    | 2005年8月3日         | - 由澳門運動場單向直達前往葡京酒店 - 只於2005年8月3日澳門運動場舉行足球邀請賽後一小時提供服務。 |
| 澳巴             | 38 第2代                        | 氹仔／澳門運動場                           | →      | 葡京酒店                                    | 2005年8月3日         | - 由澳門運動場單向直達前往葡京酒店 - 只於2005年8月3日澳門運動場舉行足球邀請賽後一小時提供服務。 |
| 新福利           | 39 第1代                        | 亞利雅架前地／泉悅                         | ↺      | 雞頸馬路（孝思墓園）                        | 2012年12月18日       | - 原為春秋二祭特別線（孝思接駁線） - 由於交通事務局開設同編號路線來往湖畔大廈，取消原有路線編號並直接稱作孝思接駁專線 |
| 新時代           | 50X                             | 亞馬喇前地                                 | ↔      | 駕考中心                                    | 2018年4月21日        | - 因新巴士收費，遂更改路線編號為50B |
| 澳巴             | 50特別班次 50 Especial 第1代    | 城市日前地                                 | →      | 橫琴澳方口岸                                | 2024年10月6日        | - 由城市日前地開出按原線單向前住橫琴口岸。 |
| 新福利           | 51AS （51A特班車）              | 海擎天                                     | ↺      | 離島醫院大馬路                              | 2022年8月8日         | - 又稱51A特班車 - 為配合2022年COVID-19疫情的鞏固期和穩定期，故開辦本線 - 2022年8月8日，澳門公共巴士恢復正常運作，故取消本線 |
| 澳巴             | 59S （59特班車）                | 牧場街                                     | ↺      | 仁德大馬路／護理學院                        | 2022年8月8日         | - 又稱59特班車 - 為配合2022年COVID-19疫情的鞏固期和穩定期，故開辦本線 - 2022年8月8日，澳門公共巴士恢復正常運作，故取消本線 |
| 新時代           | 71X                             | 澳門大學                                   | ↺      | 氹仔                                        | 2016年8月13日        | - 因客量偏低，加上其行程與72路線大致相同，經評估及分析後，本線被72路線取代 |
| 澳巴             | 73S                             | 澳門大學                                   | ↺      | 黑沙環衛生中心                              | 2024年4月7日         | - 因客量偏低，本線暫停營運，資源調撥至73路線。 |
| 澳巴             | 73X                             | 澳門大學                                   | ↺      | 賽馬會                                      | 2018年8月22日        | - 因客量偏低，本線停駛 |
| 新福利           | 86T                             | 華寶花園                                   | →      | 亞馬喇前地                                  | 2019年7月27日        | - 只於2019年7月23、27日球賽結束約15分鐘後提供服務 |
| 澳巴             | 86T                             | 華寶花園                                   | →      | 亞馬喇前地                                  | 2019年7月27日        | - 只於2019年7月23、27日球賽結束約15分鐘後提供服務 |
| 新福利           | 88T                             | 旅遊塔                                     | ↺      | 司打口                                      | 2018年8月17日        | - 於2018年6月30日至8月16日新馬路排水系統工程期間，部分路線的總站由媽閣總站改由旅遊塔開出，故此開通該線 - 路線走向：旅遊塔 → 媽閣總站 → 河邊新街 → 司打口 → 河邊新街 → 媽閣廟站 → 旅遊塔 |
| 澳巴             | 88T                             | 旅遊塔                                     | ↺      | 司打口                                      | 2018年8月17日        | - 於2018年6月30日至8月16日新馬路排水系統工程期間，部分路線的總站由媽閣總站改由旅遊塔開出，故此開通該線 - 路線走向：旅遊塔 → 媽閣總站 → 河邊新街 → 司打口 → 河邊新街 → 媽閣廟站 → 旅遊塔 |
| 新福利           | 88X                             | 順榮大馬路                                 | ↺      | 關閘                                        | 2020年1月1日         | - 只於2020年1月1日00:15-02:00運作。為快速疏導乘客往返金光大道及關閘。 - 路線走向：順榮大馬路 → 海上居 → 關閘廣場 → 順榮大馬路 |
| 澳巴             | 88X                             | 順榮大馬路                                 | ↺      | 關閘                                        | 2020年1月1日         | - 只於2020年1月1日00:15-02:00運作。為快速疏導乘客往返金光大道及關閘。 - 路線走向：順榮大馬路 → 海上居 → 關閘廣場 → 順榮大馬路 |
| 新福利           | 101 （101X特別班次）            | 關閘                                       | ↺      | 港珠澳大橋                                  | 2022年8月5日         | - 本線官方正式名稱為101X特別班次，內部編號及手機使用MPay掃碼上會顯示為101S路線。 - 2022年8月3日，配合珠澳口岸調整並放寬通關安排，同時因拱北口岸舊廳封閉進行消防改造，新廳正在安裝設備，關閘口岸旅檢大廳暫停通關，本線臨時開設。 |
| 澳巴             | 101 （101X特別班次）            | 關閘                                       | ↺      | 港珠澳大橋                                  | 2022年8月5日         | - 本線官方正式名稱為101X特別班次，內部編號及手機使用MPay掃碼上會顯示為101S路線。 - 2022年8月3日，配合珠澳口岸調整並放寬通關安排，同時因拱北口岸舊廳封閉進行消防改造，新廳正在安裝設備，關閘口岸旅檢大廳暫停通關，本線臨時開設。 |
| 澳巴             | 101X特班                        | 港珠澳大橋                                 | ↔      | 關閘                                        | 2020年7月25日        | - 正式名稱為101X特班車，澳巴為其簡化稱為101X特班，並於巴士電牌顯示；又稱為101X快線，在巴士插牌或車內路線圖顯示該名稱 - 本線於2020年7月6日至7月24日期間，往返港珠澳大橋澳門口岸客況需求增加，故此開通該線，自7月15日粵澳通關實施新的安排而使搭乘人次大幅減少而停駛。 |
| 新福利           | 102 （102X特別班次）            | 青茂口岸                                   | ↺      | 港珠澳大橋                                  | 2022年8月5日         | - 本線官方正式名稱為102X特別班次，內部編號及手機使用MPay掃碼上會顯示為102S路線 - 2022年8月3日，配合珠澳口岸調整並放寬通關安排，同時因拱北口岸舊廳封閉進行消防改造，新廳正在安裝設備，關閘口岸旅檢大廳暫停通關，本線臨時開設。 |
| 澳巴             | 102 （102X特別班次）            | 青茂口岸                                   | ↺      | 港珠澳大橋                                  | 2022年8月5日         | - 本線官方正式名稱為102X特別班次，內部編號及手機使用MPay掃碼上會顯示為102S路線 - 2022年8月3日，配合珠澳口岸調整並放寬通關安排，同時因拱北口岸舊廳封閉進行消防改造，新廳正在安裝設備，關閘口岸旅檢大廳暫停通關，本線臨時開設。 |
| 新福利           | 102XS （102X特班車）            | 港珠澳大橋                                 | ↺      | 葡京酒店                                    | 2023年10月2日        | - 因客量偏低，於2023年10月2日提供最後一次服務後便停駛。 |
| 新福利           | 128 熊貓館穿梭巴士              | 亞馬喇前地                                 | ↔      | 大熊貓館                                    | 2011年8月1日         | - 2011年1月28日，為配合澳門大熊貓館正式對外開放而開通 - 後因客量不足，在新營運模式路線重整中被50路線取代 |
| 澳巴             | 128 熊貓館穿梭巴士              | 亞馬喇前地                                 | ↔      | 大熊貓館                                    | 2011年8月1日         | - 2011年1月28日，為配合澳門大熊貓館正式對外開放而開通 - 後因客量不足，在新營運模式路線重整中被50路線取代 |
| 新福利           | AP1特別專線                     | 澳門機場                                   | ↔      | 葡京酒店                                    | 1996年               | - 為配合機場開幕，在1995年12月8日開辦 - 按AP1路線原線行駛，至葡京酒店站後返回機場，不途經北區、關閘一帶 |
| 澳巴             | AP1特別專線                     | 澳門機場                                   | ↔      | 葡京酒店                                    | 1996年               | - 為配合機場開幕，在1995年12月8日開辦 - 按AP1路線原線行駛，至葡京酒店站後返回機場，不途經北區、關閘一帶 |
| 新福利           | AP1X 第1代                      | 澳門機場                                   | →      | 關閘                                        | 不詳                 | - 由於AP1路線迂迴及行車時間長，而機場往關閘的客量需求甚大，故開辦縮短行經南灣、新口岸一帶的單向特快路線。當時走線為：機場→賽馬會→旅遊塔→觀音像→金沙→新八佰伴→黑沙環新街→馬場北大馬路→關閘 |
| 澳巴             | AP1X 第1代                      | 澳門機場                                   | →      | 關閘                                        | 不詳                 | - 由於AP1路線迂迴及行車時間長，而機場往關閘的客量需求甚大，故開辦縮短行經南灣、新口岸一帶的單向特快路線。當時走線為：機場→賽馬會→旅遊塔→觀音像→金沙→新八佰伴→黑沙環新街→馬場北大馬路→關閘 |
| 新福利           | AP1X 第2代                      | 關閘                                       | ↺      | 科技大學                                    | 2008年12月7日        | - 是為特快班車 - 途經氹仔臨時客運碼頭及機場，但不經祐漢、黑沙環、港澳碼頭及漁人碼頭 - 只於平日07:15（不設回程關閘）、07:25、07:50、08:00及08:35開出 - 2008年11月10日起開通，為配合交通事務局實施第一階段巴士路線調整而取消 |
| 澳巴             | AP1X 第2代                      | 關閘                                       | ↺      | 科技大學                                    | 2008年12月7日        | - 是為特快班車 - 途經氹仔臨時客運碼頭及機場，但不經祐漢、黑沙環、港澳碼頭及漁人碼頭 - 只於平日07:15（不設回程關閘）、07:25、07:50、08:00及08:35開出 - 2008年11月10日起開通，為配合交通事務局實施第一階段巴士路線調整而取消 |
| 新福利           | AP1X 第3代                      | 關閘                                       | →      | 科技大學                                    | 2009年1月15日        | - 是為特快班車 - 途經機場，但不經祐漢、黑沙環、港澳碼頭、漁人碼頭、臨時客運碼頭 - 新福利及澳巴在07:40分及07:50各自開出一班車。2009年1月9日開辦後至同月15日取消。 |
| 澳巴             | AP1X 第3代                      | 關閘                                       | →      | 科技大學                                    | 2009年1月15日        | - 是為特快班車 - 途經機場，但不經祐漢、黑沙環、港澳碼頭、漁人碼頭、臨時客運碼頭 - 新福利及澳巴在07:40分及07:50各自開出一班車。2009年1月9日開辦後至同月15日取消。 |
| 新福利           | C01                             | 醫總青洲坊 （白朗古將軍大馬路青怡大廈側）  | →      | 社區治療中心 （澳門蛋）                     | 2022年12月16日       | - 為接載核酸單管檢測陽性或自測抗原陽性感染者且未具條件自行前往社區治療中心／社區門診就診而開設 - 併入C04路線 |
| 澳巴             | C02                             | 澳門醫務界聯合總會綜合診所 （南岸花園）    | ↺      | 社區治療中心 （澳門蛋）                     | 2023年1月8日         | - 為接載核酸單管檢測陽性或自測抗原陽性感染者且未具條件自行前往社區治療中心／社區門診就診而開設 - 因應疫情過渡期結束，各新冠社區治療中心及社區門診巴士專線路線結束營運 |
| 新福利           | C03                             | 馬場東大馬路 （黑沙環公園）                | ↺      | 社區治療中心 （澳門蛋）                     | 2023年1月8日         | - 為接載核酸單管檢測陽性或自測抗原陽性感染者且未具條件自行前往社區治療中心／社區門診就診而開設 - 因應疫情過渡期結束，各新冠社區治療中心及社區門診巴士專線路線結束營運 |
| 澳巴             | C04                             | 白朗古將軍大馬路 （青怡大廈側）            | ↺      | 社區治療中心 （澳門蛋）                     | 2023年1月8日         | - 為接載核酸單管檢測陽性或自測抗原陽性感染者且未具條件自行前往社區治療中心／社區門診就診而開設 - 因應疫情過渡期結束，各新冠社區治療中心及社區門診巴士專線路線結束營運 |
| 澳巴             | C05                             | 澳門醫務界聯合總會綜合診所 （南岸花園）    | ↺      | 山頂醫院急診大樓                            | 2023年1月8日         | - 為接載核酸單管檢測陽性或自測抗原陽性感染者且未具條件自行前往社區治療中心／社區門診就診而開設 - 因應疫情過渡期結束，各新冠社區治療中心及社區門診巴士專線路線結束營運 |
| 新福利           | C06                             | 社區治療中心 （澳門蛋）                    | ↺      | 澳門大學 （大學南）                         | 2023年1月8日         | - 為接載核酸單管檢測陽性或自測抗原陽性感染者且未具條件自行前往社區治療中心／社區門診就診而開設 - 因應疫情過渡期結束，各新冠社區治療中心及社區門診巴士專線路線結束營運 |
| 新福利           | C07                             | 社區治療中心 （澳門蛋）                    | ↺      | 路環市區                                    | 2023年1月8日         | - 為接載核酸單管檢測陽性或自測抗原陽性感染者且未具條件自行前往社區治療中心／社區門診就診而開設 - 因應疫情過渡期結束，各新冠社區治療中心及社區門診巴士專線路線結束營運 |
| 澳巴             | E01 電動巴士路線                | 湖畔大廈                                   | ↺      | 蓮花圓形地                                  | 2013年9月27日        | - 為配合特區政府的環保車輛政策第一階段試驗而開辦的電動巴士載客測試路線，由2013年7月5日起試行兩個月 |
| 澳巴             | E02 電動巴士路線                | 湖畔大廈                                   | ↺      | 亞馬喇前地                                  | 2016年9月30日        | - 為配合特區政府的環保車輛政策第二階段試驗而開辦的電動巴士載客測試路線，由2016年8月25日起試行一個月 |
| 新時代           | E02 電動巴士路線                | 湖畔大廈                                   | ↺      | 亞馬喇前地                                  | 2016年9月30日        | - 為配合特區政府的環保車輛政策第二階段試驗而開辦的電動巴士載客測試路線，由2016年8月25日起試行一個月 |
| 澳巴             | E03 電動巴士路線                | 鴨涌河變電站                               | ↺      | 司打口                                      | 2016年12月19日       | - 為配合特區政府的環保車輛政策第二階段試驗而開辦的電動巴士載客測試路線，由2016年11月14日起試行一個月 |
| 新時代           | E03 電動巴士路線                | 鴨涌河變電站                               | ↺      | 司打口                                      | 2016年12月19日       | - 為配合特區政府的環保車輛政策第二階段試驗而開辦的電動巴士載客測試路線，由2016年11月14日起試行一個月 |
| 新福利           | MT1 第1代                       | 亞馬喇前地                                 | ↺      | 澳門旅遊塔                                  | 2004年12月31日       | - 2002年5月1日，為配合澳門旅遊塔開幕而開辦 - 當時MT取其澳門旅遊塔英文名稱Macau Tower之意 - 開通初期在每日10:00至22:00分期間服務，在2004年9月11日起，改為只在澳門旅遊塔舉行大型活動時提供服務，服務時間為每日19:00至翌日00:00分 |
| 澳巴             | MT1 第1代                       | 亞馬喇前地                                 | ↺      | 澳門旅遊塔                                  | 2004年12月31日       | - 2002年5月1日，為配合澳門旅遊塔開幕而開辦 - 當時MT取其澳門旅遊塔英文名稱Macau Tower之意 - 開通初期在每日10:00至22:00分期間服務，在2004年9月11日起，改為只在澳門旅遊塔舉行大型活動時提供服務，服務時間為每日19:00至翌日00:00分 |
| 新福利           | MT1 第2代                       | 南灣／羅保博士街                           | ↔      | 新世紀酒店                                  | 2006年7月26日        | - 2006年4月26日，兩巴士公司再次合辦MT1路線 - 是次MT取其澳門葡文名稱Macau和氹仔葡文名稱Taipa之意 - 當時開辦原意為鼓勵乘客轉乘35路線，試行3個月後因客量不足而取消 |
| 澳巴             | MT1 第2代                       | 南灣／羅保博士街                           | ↔      | 新世紀酒店                                  | 2006年7月26日        | - 2006年4月26日，兩巴士公司再次合辦MT1路線 - 是次MT取其澳門葡文名稱Macau和氹仔葡文名稱Taipa之意 - 當時開辦原意為鼓勵乘客轉乘35路線，試行3個月後因客量不足而取消 |
| 澳巴             | MT3U                            | 澳門大學                                   | ↺      | 黑沙環                                      | 2015年10月6日        | - 原使用英文字母U（喻意澳門大學路線）的巴士路線 - 後因政府改以7字頭作為澳大路線代表編號，遂更改路線編號為73 |
| 新福利           | MT4S （MT4特班車）              | 筷子基北灣                                 | ↺      | 離島醫院大馬路                              | 2022年8月8日         | - 又稱MT4特班車 - 為配合2022年COVID-19疫情的鞏固期和穩定期，故開辦本線 - 2022年8月8日，澳門公共巴士恢復正常運作，故取消本線 |
| 澳巴             | N1                              | 筷子基北灣                                 | ↺      | 亞馬喇前地                                  | 2012年6月1日         | - 為澳門首條夜間巴士路線，2011年8月1日前營運之巴士公司為新福利與澳巴合營，及後為配合交通事務局擴展夜間巴士的服務範圍，故分拆為N1A、N1B路線 |
| 澳巴             | N4                              | 工業園街                                   | ↔      | 沙梨頭北街／筷子基北灣                      | 2022年5月23日        | - 根據疫情防控需要，跨境工業區邊檢大樓臨時調整00:00-07:00暫停通關，本線暫停營運。該通關措施實行至今。 |
| 公共汽車公司     | 特別車                          | 議事亭前地                                 | ↺      | 蓮峰球場                                    | 1948年               | - 只試行2日，後改編為3路線。 |
| 福利             | 泳塲線專車 （直達線）           | 八角亭                                     | ↔      | 泳棚                                        | 1962年               | - 只在夏季新口岸泳棚開放期間（每年5月1日至9月底）提供服務 - 於1948年5月1日由公共汽車公司開設，1952年夏季起改由福利繼續營運 - 早期由海傍總站開出，後調整為八角亭開出，1962年起取消。1965年被3路線於泳季期間延伸至水塘北角泳棚取代。 |
| 福利             | 泳塲線專車                      | 八角亭                                     | ↔      | 泳棚                                        | 1962年               | - 1961年增設另一路線的泳場線，由八角亭開出，途經水坑尾、二龍喉公園、漁翁街。1962年起取消。 |
| 福利             | 小環市線                        | 總站                                       | ↺      | 永樂戲院                                    | 1960年代             | - 在1954年2月3日開通，為3路線及4路線合併版本，巴士車頭顯示為「小環市」 - 後再於1960年代被重新編為4路線 |
| 氹仔惠信公共汽車 | 氹仔舊碼頭—炮台仔碼頭線         | 氹仔舊碼頭                                 | ↔      | 炮台仔碼頭                                  | 1952年               | - 1950年開通，班次主要視澳氹路輪船每日往返次數而定 - 因公司結業，由新成立的「氹仔公共汽車公司」取代，路線亦作出調整至巴士廠開出 |
| 氹仔公共汽車     | 巴士廠—炮台仔碼頭線             | 巴士廠                                     | ↔      | 炮台仔碼頭                                  | 1950年代             | - 途經三家村、卓家村、菩提園 - 為擴展服務，路線延伸至市政局前 |
| 氹仔公共汽車     | 氹仔碼頭—市政局前線 （上路）    | 氹仔碼頭                                   | ↔      | 市政局前                                    | 1974年11月1日        | - 途經菩提園、卓家村、三家村、巴士廠、施督憲正街屠房、旺記，班次主要視澳氹路輪船每日往返次數而定 - 1974年由於嘉樂庇總督大橋通車，乘坐澳門及氹仔的渡輪服務需求下降，本線亦因而被11路線及氹仔—路環線取代 |
| 氹仔公共汽車     | 氹仔碼頭—市政局前線 （下路）    | 氹仔碼頭                                   | ↔      | 市政局前                                    | 1974年11月1日        | - 途經平民屋（柯維納馬路）、西沙、難民營、黑橋、地堡街（現新街市），班次主要視澳氹路輪船每日往返次數而定，因乘坐下路乘客較少，經常只有8-10人左右，一程車不足2元收入，故此線只屬加班車或上路有維修工程時才開行 - 1974年由於嘉樂庇總督大橋通車，乘坐澳門及氹仔的渡輪服務需求下降，本線亦因而被11路線取代 |
| 氹仔公共汽車     | 氹仔—路環線                     | 氹仔碼頭                                   | ↔      | 路環村                                      | 1974年11月1日        | - 1969年因應路氹連貫公路落成而開通，原由氹仔公共汽車公司及路環利安巴士公司聯營，1974年11月1日交由海島市公共汽車公司繼續營運，並將路線延長至黑沙海灘，路線名稱及車頭顯示牌更改為氹仔—路環—黑沙 |
| 路環利安         | 氹仔—路環線                     | 氹仔碼頭                                   | ↔      | 路環村                                      | 1974年11月1日        | - 1969年因應路氹連貫公路落成而開通，原由氹仔公共汽車公司及路環利安巴士公司聯營，1974年11月1日交由海島市公共汽車公司繼續營運，並將路線延長至黑沙海灘，路線名稱及車頭顯示牌更改為氹仔—路環—黑沙 |
| 路環利安         | 路環—黑沙線                     | 路環                                       | ↔      | 黑沙                                        | 不詳                 | - 1950年開通，班次主要視澳氹路輪船每日往返次數而定 - 路線延長至九澳，並更改顯示屏為路環—九澳 |
| 海島市公共汽車   | 路環—九澳線                     | 路環                                       | ↔      | 九澳                                        | 1977年               | - 途經竹灣及黑沙 - 原由路環利安巴士公司營運，1974年交由海島市公共汽車公司繼續營運，1977年編定為2路線 |
| 海島市公共汽車   | 氹仔—路環—黑沙線                | 氹仔碼頭                                   | ↔      | 黑沙海灘                                    | 1977年               | - 原氹仔—路環線，1977年編定為1路線 |
| 福利             | 賽馬會穿梭巴士線 第1代          | 總站                                       | ↔      | 氹仔橋頭                                    | 1980年代             | - 1980年8月3日開通，在比賽日晚上六時行駛 - 因按照市政廳規定，兩巴不准越過對方橋頭，因此本線只能在氹仔橋頭折返。收費1元 |
| 海島市公共汽車   | 賽馬會穿梭巴士線 第1代          | 賽馬會                                     | ↔      | 澳門橋頭                                    | 1980年代             | - 1980年8月3日開通，在比賽日18:00行駛 - 因按照市政廳規定，兩巴不准越過對方橋頭，因此本線只能在澳門橋頭折返。收費1元 |
| 新福利           | 賽馬會穿梭巴士線 第2代          | 港澳碼頭                                   | ↔      | 賽馬會                                      | 2011年8月1日         | - 1998年1月1日開通 - 原由葡京酒店開出，後改由港澳碼頭開出，港澳碼頭開往賽馬會的本地賽事，在開賽前45分鐘至第一場時開出，而轉播賽則在開賽前30分鐘開出；回程在尾場開跑前30分鐘至所有本地或轉播賽事完畢時服務，先經停港澳碼頭，後到葡京，班次約10分鐘一班，客滿即開 - 2011年8月1日起，所有的賽馬會穿梭巴士線專車服務改由外判巴士公司營運 |
| 新福利           | 賽馬會穿梭巴士線 第2代          | 賽馬會                                     | ↔      | 葡京酒店                                    | 2011年8月1日         | - 1998年1月1日開通 - 原由葡京酒店開出，後改由港澳碼頭開出，港澳碼頭開往賽馬會的本地賽事，在開賽前45分鐘至第一場時開出，而轉播賽則在開賽前30分鐘開出；回程在尾場開跑前30分鐘至所有本地或轉播賽事完畢時服務，先經停港澳碼頭，後到葡京，班次約10分鐘一班，客滿即開 - 2011年8月1日起，所有的賽馬會穿梭巴士線專車服務改由外判巴士公司營運 |
| 新福利           | 運動場專線                      | 馬拉松圓形地                               | →      | 葡京／中銀總行                              | 2003年3月22日        | - 為方便於氹仔運動場舉行的“香港歌星演唱會”（譚詠鱗）觀眾，散場後新福利巴士公司增設“運動場專線”，服務時間為晚上10:50分至11:45分﹐途程由馬拉松圓形地（近運動場出口）為總站，直達葡京／中銀總行站，票價每位澳門幣3.5元 |
| 新福利           | 黑沙水庫專線                    | 黑沙海灘                                   | ↔      | 黑沙水庫郊野公園                            | 2003年7月31日        | - 2002年6月1日起開通，只在6月至8月期間提供服務 |
| 澳巴             | 黑沙水庫專線                    | 黑沙海灘                                   | ↔      | 黑沙水庫郊野公園                            | 2003年7月31日        | - 2002年6月1日起開通，只在6月至8月期間提供服務 |
| 新福利           | 氹仔軍營接駁專線                | 南灣／羅保博士街                           | ↔      | 望德聖母灣馬路／軍營                        | 2004年10月3日        | - 只於2004年10月3日14:00-19:00聯合提供臨時穿梭巴士服務，約每15分鐘一班，澳門市區上落客點為南灣羅保博士街幸運神大廈旁的巴士站，氹仔區上落客地點為望德聖母灣馬路軍營右側臨時站，居民可憑入場券免費乘坐上述穿梭巴士。 |
| 澳巴             | 氹仔軍營接駁專線                | 南灣／羅保博士街                           | ↔      | 望德聖母灣馬路／軍營                        | 2004年10月3日        | - 只於2004年10月3日14:00-19:00聯合提供臨時穿梭巴士服務，約每15分鐘一班，澳門市區上落客點為南灣羅保博士街幸運神大廈旁的巴士站，氹仔區上落客地點為望德聖母灣馬路軍營右側臨時站，居民可憑入場券免費乘坐上述穿梭巴士。 |
| 新福利           | 自助旅遊專線（ST1） 第1代       | 關閘                                       | ↺      | 葡京酒店                                    | 2004年5月8日         | - 又稱ST1路線 - 於2004年5月1日至5月7日期間試行 - 當時路線為：關閘→富華酒店→大三巴→媽閣廟→旅遊塔→觀音像→葡京→新馬路→關閘 - 服務時間︰09:00-19:00，每20分鐘一班。票價為5元。 |
| 澳巴             | 自助旅遊專線（ST1） 第1代       | 關閘                                       | ↺      | 葡京酒店                                    | 2004年5月8日         | - 又稱ST1路線 - 於2004年5月1日至5月7日期間試行 - 當時路線為：關閘→富華酒店→大三巴→媽閣廟→旅遊塔→觀音像→葡京→新馬路→關閘 - 服務時間︰09:00-19:00，每20分鐘一班。票價為5元。 |
| 新福利           | 自助旅遊專線（ST1） 第2代       | 關閘                                       | ↺      | 葡京酒店                                    | 2005年5月8日         | - 又稱ST1路線 - 2004年7月起重新開設，並改為只於星期六、日及五一、十一黃金週假期期間提供服務 - 2005年4月8日起因葡京交匯處工程關係封路而改經何賢公園；至同年5月8日取消 - 是次路線為：關閘→觀音堂→大三巴→白鴿巢→媽閣廟→旅遊塔→觀音像→葡京（受葡京迴旋處工程影響，2005年4月8日起取消途經）→盛世蓮花→新八佰伴→關閘 |
| 澳巴             | 自助旅遊專線（ST1） 第2代       | 關閘                                       | ↺      | 葡京酒店                                    | 2005年5月8日         | - 又稱ST1路線 - 2004年7月起重新開設，並改為只於星期六、日及五一、十一黃金週假期期間提供服務 - 2005年4月8日起因葡京交匯處工程關係封路而改經何賢公園；至同年5月8日取消 - 是次路線為：關閘→觀音堂→大三巴→白鴿巢→媽閣廟→旅遊塔→觀音像→葡京（受葡京迴旋處工程影響，2005年4月8日起取消途經）→盛世蓮花→新八佰伴→關閘 |
| 新福利           | 優質巴士服務嘉年華穿梭巴士線    | 南灣／羅保博士街                           | ↔      | 賽馬會                                      | 2005年4月9日         | - 由澳門土地工務運輸局、澳巴及新福利聯合舉辦的「優質巴士服務嘉年華」活動，定於四月九日下午一時三十分至五時三十分假氹仔賽馬會前地舉行 - 活動期間，澳巴與新福利將提供免費穿梭巴士，來往「羅保博士街」站與「賽馬會」站之間 |
| 澳巴             | 優質巴士服務嘉年華穿梭巴士線    | 南灣／羅保博士街                           | ↔      | 賽馬會                                      | 2005年4月9日         | - 由澳門土地工務運輸局、澳巴及新福利聯合舉辦的「優質巴士服務嘉年華」活動，定於四月九日下午一時三十分至五時三十分假氹仔賽馬會前地舉行 - 活動期間，澳巴與新福利將提供免費穿梭巴士，來往「羅保博士街」站與「賽馬會」站之間 |
| 新福利           | 葡語系運動會接駁專線            | 科技大學                                   | ↔      | 澳門東亞運動會體育館臨時站                  | 2006年10月15日       | - 為配合澳門第一屆葡語系運動會舉行，澳巴與新福利共同合辦免費接駁專線，於下述時間接載市民來往澳門東亞運動會體育館與科技大學之間，乘客可於「科技大學」站或「體育館臨時站」乘坐 - 有關免費接駁專線之服務時間： 10月9、10、11、13日：07:00-23:00； 10月14日：07:00-21:00； 10月15日：07:00-19:00 |
| 澳巴             | 葡語系運動會接駁專線            | 科技大學                                   | ↔      | 澳門東亞運動會體育館臨時站                  | 2006年10月15日       | - 為配合澳門第一屆葡語系運動會舉行，澳巴與新福利共同合辦免費接駁專線，於下述時間接載市民來往澳門東亞運動會體育館與科技大學之間，乘客可於「科技大學」站或「體育館臨時站」乘坐 - 有關免費接駁專線之服務時間： 10月9、10、11、13日：07:00-23:00； 10月14日：07:00-21:00； 10月15日：07:00-19:00 |
| 新福利           | 園遊會接駁專線                  | 南灣／羅保博士街                           | ↺      | 史伯泰海軍將軍馬路園遊會臨時站              | 2006年11月5日        | - 為配合第卅七屆澳門明愛慈善園遊會舉行，11月4-5日13:30-23:30，乘客可於羅保博士街澳門廣場側站、史伯泰海軍將軍馬路園遊會臨時站或新世紀站乘坐專線巴士，單程每位3.3元，月票及儲值卡適用 |
| 澳巴             | 園遊會接駁專線                  | 南灣／羅保博士街                           | ↺      | 史伯泰海軍將軍馬路園遊會臨時站              | 2006年11月5日        | - 為配合第卅七屆澳門明愛慈善園遊會舉行，11月4-5日13:30-23:30，乘客可於羅保博士街澳門廣場側站、史伯泰海軍將軍馬路園遊會臨時站或新世紀站乘坐專線巴士，單程每位3.3元，月票及儲值卡適用 |
| 新福利           | 塔石衛生中心接駁專線            | 塔石衛生中心                               | ↔      | 山頂醫院公共衛生化驗所                      | 2007年10月           | - 2007年3月至9月份，塔石衛生中心進行維修，並暫時遷往白頭馬路，仁伯爵綜合醫院對面的公共衛生化驗所，期間臨時增設一條特別專線連接兩地 |
| 澳巴             | 塔石衛生中心接駁專線            | 塔石衛生中心                               | ↔      | 山頂醫院公共衛生化驗所                      | 2007年10月           | - 2007年3月至9月份，塔石衛生中心進行維修，並暫時遷往白頭馬路，仁伯爵綜合醫院對面的公共衛生化驗所，期間臨時增設一條特別專線連接兩地 |
| 新福利           | 石排灣馬路↔黑沙海灘免費接駁巴士 | 石排灣馬路                                 | ↔      | 黑沙海灘                                    | 2009年6月16日        | - 因政府封閉黑沙馬路近龍爪角一段道路以進行非法霸地清遷工作，當天由石排灣往返黑沙海灘的巴士路線，終點站改以「竹灣豪園」，並臨時開辦免費接駁巴士往返石排灣馬路至黑沙海灘，為期一天 |
| 澳巴             | 石排灣馬路↔黑沙海灘免費接駁巴士 | 石排灣馬路                                 | ↔      | 黑沙海灘                                    | 2009年6月16日        | - 因政府封閉黑沙馬路近龍爪角一段道路以進行非法霸地清遷工作，當天由石排灣往返黑沙海灘的巴士路線，終點站改以「竹灣豪園」，並臨時開辦免費接駁巴士往返石排灣馬路至黑沙海灘，為期一天 |
| 新福利           | 澳門蛋接駁專線                  | 氹仔茵景園                                 | ↔      | 澳門蛋                                      | 2009年10月18日       | - 服務時間為平日11:00-22:00及假日10:30-22:00 - 後由新開通的50路線取代 |
| 澳巴             | 澳門蛋接駁專線                  | 氹仔茵景園                                 | ↔      | 澳門蛋                                      | 2009年10月18日       | - 服務時間為平日11:00-22:00及假日10:30-22:00 - 後由新開通的50路線取代 |
| 新福利           | 賽車接駁專線                    | 港澳碼頭                                   | ↔      | 教育暨青年局                                | 2010年11月21日       | - 本線只於大賽車期間服務，由大賽車委員會租用新福利及澳巴之車輛行駛，走線途經羅理基 - 大賽車排位賽期間（首兩天）新福利及澳巴各派一部巴士，正式賽事期間（最後兩日）各派兩部，服務時間為08:00至每日賽事結束後一小時。班次視客量及交通情況而定 |
| 澳巴             | 賽車接駁專線                    | 港澳碼頭                                   | ↔      | 教育暨青年局                                | 2010年11月21日       | - 本線只於大賽車期間服務，由大賽車委員會租用新福利及澳巴之車輛行駛，走線途經羅理基 - 大賽車排位賽期間（首兩天）新福利及澳巴各派一部巴士，正式賽事期間（最後兩日）各派兩部，服務時間為08:00至每日賽事結束後一小時。班次視客量及交通情況而定 |
| 新福利           | 綜藝館-外港碼頭接駁專線         | 港澳碼頭                                   | ↔      | 綜藝館                                      | 2010年11月21日       | - 新福利及澳巴稱之為港澳碼頭—綜藝館接駁專線，只在大賽車期間提供服務 - 為配合2011年新巴士模式，路線被編為31路線，並交由維澳蓮運營運 |
| 澳巴             | 綜藝館-外港碼頭接駁專線         | 港澳碼頭                                   | ↔      | 綜藝館                                      | 2010年11月21日       | - 新福利及澳巴稱之為港澳碼頭—綜藝館接駁專線，只在大賽車期間提供服務 - 為配合2011年新巴士模式，路線被編為31路線，並交由維澳蓮運營運 |
| 新福利           | 亞馬喇前地-外港碼頭接駁專線     | 港澳碼頭                                   | ↔      | 亞馬喇前地                                  | 2010年11月21日       | - 新福利及澳巴稱之為港澳碼頭—亞馬喇前地接駁專線，只在大賽車期間提供服務 - 為配合2011年新巴士模式，路線被編為12X路線，並交由澳巴營運 |
| 澳巴             | 亞馬喇前地-外港碼頭接駁專線     | 港澳碼頭                                   | ↔      | 亞馬喇前地                                  | 2010年11月21日       | - 新福利及澳巴稱之為港澳碼頭—亞馬喇前地接駁專線，只在大賽車期間提供服務 - 為配合2011年新巴士模式，路線被編為12X路線，並交由澳巴營運 |
| 新福利           | 孝思接駁線                      | 亞利雅架前地／泉悅                         | ↺      | 氹仔坊眾墳場／孝思墓園                      | 2011年4月4日         | - 又稱清明免費接駁專線（車）或重陽免費接駁專線（車） - 為配合2011年8月1日新巴士模式，在2011年重陽節開辦時被編為39路線 |
| 澳巴             | 孝思接駁線                      | 亞利雅架前地／泉悅                         | ↺      | 氹仔坊眾墳場／孝思墓園                      | 2011年4月4日         | - 又稱清明免費接駁專線（車）或重陽免費接駁專線（車） - 為配合2011年8月1日新巴士模式，在2011年重陽節開辦時被編為39路線 |
| 新福利           | 孝思接駁專線                    | 湖畔大廈                                   | ↺      | 雞頸馬路（孝思墓園）                        | 2018年4月21日        | - 因政府改以T字尾作為臨時路線編號，遂更改路線編號為37T |
| 新福利           | 澳大接駁線                      | 新世紀酒店                                 | ↔      | 澳門大學                                    | 2011年6月12日        | - 又稱 新世紀酒店↔澳門大學免費接駁專線，新福利內部編號為99 - 本線由新福利及澳巴聯合營運（每月1日至15日由新福利派車行駛，16日至31日由澳巴派車行駛） - 為配合交通事務局實施第四階段巴士路線調整，本線被37路線取代 |
| 澳巴             | 澳大接駁線                      | 新世紀酒店                                 | ↔      | 澳門大學                                    | 2011年6月12日        | - 又稱 新世紀酒店↔澳門大學免費接駁專線，新福利內部編號為99 - 本線由新福利及澳巴聯合營運（每月1日至15日由新福利派車行駛，16日至31日由澳巴派車行駛） - 為配合交通事務局實施第四階段巴士路線調整，本線被37路線取代 |
| 新福利           | 爆竹燃放區接駁線                | 澳門爆竹燃放區                             | →      | 亞馬喇前地                                  | 2012年               | - 單程服務，由爆竹燃放區開出，免費接載乘客前往亞馬喇前地巴士轉乘站，中途不停站 - 班次約為15分鐘一班 - 年初一至年初三服務時間為00:00-03:00；年初三至年初五為23:00-01:00；年初六為00:00-03:00。 |
| 新福利           | 澳門大學穿梭巴士專線            | 澳門大學                                   | ↔      | 湖畔大廈                                    | 2015年4月9日         | - 2014年8月25日開通 - 途經奧林匹克大馬路、大學大馬路、行政樓 - 服務時間為08:18-19:30，早上07:30、07:42、07:54及08:06由湖畔大廈開出四班特定班次 - 只供澳大教職員及學生免費乘搭。澳大表示，每名乘客每次乘搭的費用平均為22元 - 及後考慮到善用公帑的原則，並且要合理而有效地運用資源，決定停止有關服務，由同日新開通的71X路線取代 |
| 新福利           | 學界游泳比賽穿梭巴士            | 氹仔中央公園（澳門大學附屬應用學校校門前） | ↔      | 奧林匹克體育中心-游泳館（運動場道對開位置） | 2024年1月20日        | - 在奧林匹克體育中心-游泳館舉行首日賽事。因應奧林匹克體育中心-運動場舉行大型活動，周邊將實施一系列臨時交通措施。為保障學生交通便捷及賽事順利，教青局與多個部門會商，特別安排於當日12:00-20:30期間增設接駁巴士服務，每15分鐘對開一班，參賽學生憑學生證可與其陪同人免費乘搭。 |
| 新福利           | 關閘（近青茂）免費穿梭巴士      | 排角路臨時站                               | →      | 關閘（近青茂）                              | 2024年1月21日        | - 配合超聲娛樂集團有限公司舉辦Seventeen演唱會，主辧單位協調兩巴於1月20日及21日20:30起，在排角路提供兩條免費穿梭巴士路線，分別前往關閘（近青茂）及橫琴口岸，兩巴在活動場地周邊預留備用車輛。 |
| 澳巴             | 關閘（近青茂）免費穿梭巴士      | 排角路臨時站                               | →      | 關閘（近青茂）                              | 2024年1月21日        | - 配合超聲娛樂集團有限公司舉辦Seventeen演唱會，主辧單位協調兩巴於1月20日及21日20:30起，在排角路提供兩條免費穿梭巴士路線，分別前往關閘（近青茂）及橫琴口岸，兩巴在活動場地周邊預留備用車輛。 |
| 澳巴             | 橫琴口岸免費穿梭巴士            | 排角路臨時站                               | →      | 橫琴澳方口岸                                | 2024年1月21日        | - 配合超聲娛樂集團有限公司舉辦Seventeen演唱會，主辧單位協調兩巴於1月20日及21日20:30起，在排角路提供兩條免費穿梭巴士路線，分別前往關閘（近青茂）及橫琴口岸，兩巴在活動場地周邊預留備用車輛。 |
| 新福利           | 臨時提督街市專線                | 臨時提督街市                               | ↺      | 觀音堂前                                    | 2024年5月28日        | - 2022年3月29日起，因應紅街市因重整工程停用，同時位於林茂塘的臨時提督街市啟用，故開設本線 - 2024年5月28日起，配合紅街市重整工程完成並重新開放，本線終止營運。 |
| 岐關             | （關閘拱北—港澳碼頭）穿梭巴士線 | 關閘                                       | ↔      | 港澳碼頭                                    | 不詳                 | - 1990年代開辦，持內地各城市至拱北岐關客車車票可免費乘搭 |
| 岐關             | （關閘拱北—岐關車站）穿梭巴士線 | 關閘                                       | ↔      | 火船頭街岐關車站                            | 2011年               | - 停駛前收費$3，持內地各城市至拱北岐關客車車票可免費乘搭 - 途經內港、沙梨頭、運順、筷子基北灣、鴨涌河公園 |
| 岐關             | 蓮花口岸專線                    | 路氹邊檢大樓                               | ↔      | 橫琴囗岸                                    | 2020年8月18日下午3時 | - 為配合橫琴口岸澳門口岸區於2020年8月18日下午3時起通關，路線被編為701X路線，並交由澳巴和新福利營運 |
| 澳巴             | 蓮花口岸專線                    | 路氹邊檢大樓                               | ↔      | 橫琴囗岸                                    | 2020年8月18日下午3時 | - 為配合橫琴口岸澳門口岸區於2020年8月18日下午3時起通關，路線被編為701X路線，並交由澳巴和新福利營運 |

## 已取消待命路線列表
下列列表以「待命」形式營運，但未有實際載客營運。巴士公司預備人員、車隊在巴士起點，當接獲交通事務局指示或巴士公司根據客流情況下即時開出。
| 營運商 | 路線 | 起訖點 | 起訖點 | 起訖點       | 取消日期      | 簡介及取消原因 |
| ------ | ---- | ------ | ------ | ------------ | ------------- | --- |
| 新福利 | 5T   | 旅遊塔 | →      | 關閘         | 2020年10月1日 | - 2020年10月1日，因應國慶煙花表演快速疏導乘客，本線原計劃於該日21:25至22:25分期間，按客流情況臨時提供服務，將視乎實況或作適當調整，但因前往關閘旅客較少故沒有提供服務。 |
| 澳巴   | 78TX | 關閘   | ↔      | 路氹邊檢大樓 | 2020年5月13日 | - 珠海疫情防控指揮部宣佈在5月8日6時起，取消口岸核酸檢測服務，導致5月7日起拱北口岸的核酸檢測人數過多，經關閘通關時間增加，為分流通關人士至橫琴口岸通關，本線預備在5月9日因應關閘排隊客流情況開辦 - 本線於06:00~24:00於關閘廣場東側客運站候命。由於本線在拱北口岸檢測核酸取消開辦，經關閘通關人數已大為減少，因此本線沒有開通，並於5月13日起取消待命狀態 |
| 新福利 | 78TX | 關閘   | ↔      | 路氹邊檢大樓 | 2020年5月13日 | - 珠海疫情防控指揮部宣佈在5月8日6時起，取消口岸核酸檢測服務，導致5月7日起拱北口岸的核酸檢測人數過多，經關閘通關時間增加，為分流通關人士至橫琴口岸通關，本線預備在5月9日因應關閘排隊客流情況開辦 - 本線於06:00~24:00於關閘廣場東側客運站候命。由於本線在拱北口岸檢測核酸取消開辦，經關閘通關人數已大為減少，因此本線沒有開通，並於5月13日起取消待命狀態 |

## 已取消特班車列表
由2011年開始，每年的9月開學日，早上尖峰時段（約早上7時至9時）及下午尖峰時段（約下午4時至晚上8時）巴士公司均會加開班次服務疏導客流。巴士公司並會因應不同路線的實際客量需要，調配特班車（包括單頭車及區間車）到所需站點開始載客，車頭均會擺放「特班車」紙牌以茲識別。另外， 隨著巴士服務的搭乘需求不斷增加，在2017年起，為疏導客流，各巴士公司以往已長期因應繁忙時段客況需求，於部分路線亦會開出特班車，部分巴士車頭亦會擺放「特班車」紙牌以茲識別。
以下只列出自1988年以來，路線以快線或短線形式行駛，中途的部分站點不停靠、由其它站點插入原來路線至終點站、在路線中途設立終點站、非人流管制或非已公佈的道路工程原因採取路線臨時調整、沒有乘客繼續乘坐下提前終止行程的已取消特班車服務：
- 受COVID-19疫情影響，2020年2月5日首班車起至2月16日期間，71、72、73路線部分服務時間開出之班次不途經澳大橫琴校區。

### 詳細資料
| 營運商 | 路線                  | 起訖點                        | 起訖點 | 起訖點             | 取消日期          | 簡介及取消原因 |
| ------ | --------------------- | ----------------------------- | ------ | ------------------ | ----------------- | --- |
| 新時代 | 1 （特班車） 第1代    | 媽閣                          | ↔      | 台山               | 2015年4月12日     | - 2015年4月12日下午，因在黑沙環發生一宗交通意外而其後因下雨等原因造成的大塞車，各條途經關閘的巴士路線所需行車時間比平時多出逾三倍。新時代臨時將本線改為特班車，在下午5時至9時期間不駛回關閘總站 |
| 新時代 | 1 （特班車） 第2代    | 關閘                          | →      | 媽閣               | 2016年11月18日    | - 大賽車首日關閘總站周邊道路擁塞，加上17路線發生有乘客不滿長時間塞車欲從窗口落車的事件，為提高巴士周轉，交通事務局經與巴士公司商討，安排本線當日由關閘總站開出後跳站至「白朗古／跑狗場」站後恢復原線行駛 |
| 澳巴   | 1 （特班車） 第3代    | 關閘                          | ↔      | 旅遊塔             | 2019年12月22日    | - 因“澳門國際煙花比賽匯演”及“澳門與珠海聯合舉行澳門回歸20周年煙花匯演”，晚上8-11時之班次延長至旅遊塔開出 |
| 新福利 | 3 （特班車） 第1代    | 港澳碼頭                      | →      | 關閘               | 2011年前          | - 由港澳碼頭開出後，不停站直接開往「治安警察局」站或「中區／殷皇子馬路」站後按沿原線開往關閘總站 - 或由港澳碼頭開出，停靠「友誼馬路／行車天橋」後，直接開往「旅遊活動中心」，不停靠「新八佰伴」站 |
| 澳巴   | 3 （特班車） 第2代    | 新馬路                        | →      | 關閘               | 2019年2月10日之前 | - 2019年農曆新年期間，澳巴與交通事務局協調，並派出多部中巴支援車，由「新馬路／永亨」直接單向直達前往關閘，中途不停站 |
| 新時代 | 3A （特班車）         | 關閘                          | →      | 司打口             | 2016年11月18日    | - 大賽車首日關閘總站周邊道路擁塞，加上17路線發生有乘客不滿長時間塞車欲從窗口落車的事件，為提高巴士周轉，交通事務局經與巴士公司商討，安排本線當日由關閘總站開出後跳站至「東北大馬路／廣華」 |
| 澳巴   | 3X （特班車）         | 亞馬喇前地                    | →      | 關閘               | 2019年2月10日之前 | - 2019年農曆新年期間，澳巴與交通事務局協調，並派出多部中巴及大巴支援車，由亞馬喇前地直接單向直達前往關閘，取道友誼馬路、友誼橋大馬路。 - 往後大型節假日時期，改由新開通的3BX路線取代 |
| 新福利 | 5 （特班車） 第1代    | 青洲／自來水公司              | →      | 媽閣               | 約1991年          | - 只於上課日中午時段提供服務，主要接載青洲聖若瑟中學的學生放學，由青洲開出駛至蓮峰廟後，再依照5路線原線返回媽閣 - 後由新開通的28B路線取代 |
| 新福利 | 5 （特班車） 第2代    | 旅遊塔                        | →      | 關閘               | 2019年10月1日     | - 因「2019澳門國際煙花比賽匯演」，部分班次由旅遊塔開出直達關閘總站，中間不停靠站點 - 巴士開出前，電牌顯示為5路線；開出後，電牌顯示為「專車」 - 翌年獲定編為5T路線 |
| 新福利 | 9 （特班車） 第1代    | 關閘                          | ↺      | 營地街市           | 1994年            | - 即9路線的短線車，於1990年開辦 - 後由新開通的9A路線取代 |
| 新福利 | 9 （特班車） 第2代    | 關閘                          | →      | 媽閣               | 2011年8月1日      | 每日23:38由媽閣開出尾班車；由關閘開出的尾班車則介乎23:38-00:05，並以媽閣為總站，不提供回程服務 |
| 澳巴   | 10 （特班車）         | 關閘                          | ↔      | 旅遊塔             | 2019年12月22日    | - 因“澳門國際煙花比賽匯演”及“澳門與珠海聯合舉行澳門回歸20周年煙花匯演”，晚上8-11時之班次延長至旅遊塔開出 |
| 新時代 | 10B （特班車）        | 關閘                          | ↺      | 南灣               | 2016年11月18日    | - 大賽車首日關閘總站周邊道路擁塞，加上17路線發生有乘客不滿長時間塞車欲從窗口落車的事件，為提高巴士周轉，交通事務局經與巴士公司商討，安排本線當日由關閘總站開出後跳站至「東北大馬路／廣華」 |
| 新福利 | 15 （特班車）         | 九澳聖若瑟學校                | →      | 海洋花園           | 2016年5月1日      | - 因應黑沙海灘舉行夏季演唱會及體育活動，為疏導人潮，新福利在當天下午開出單向特班車及改用大巴行駛，由於大巴無法行駛九澳村路，巴士從九澳聖若瑟學校開出後，改經九澳堤壩馬路前往黑沙海灘，不途經九澳村 |
| 澳巴   | 17 （特班車）         | 白鴿巢                        | →      | 宋玉生廣場         | 2011年前          | - 由於教業中學校址在2010年1月23日起，由柿山大砲台搬遷至新口岸，為解決白鴿巢總站內有大量教業中學學生乘坐本線，導致餘下站點乘客上不到車的問題，在2010年9月初，澳巴站長曾在早上7:30左右派出特班車，由白鴿巢總站直接前往宋玉生廣場，途經歸僑總會、松山隧道，巴士以「專車」顯示 |
| 新時代 | 18 （特班車）         | 媽閣                          | ↔      | 看台街             | 2015年4月12日     | - 2015年4月12日下午，因在黑沙環發生一宗交通意外而其後因下雨等原因造成的大塞車，各條途經關閘的巴士路線所需行車時間比平時多出逾三倍。新時代臨時將本線改為特班車，在下午5時至9時期間不駛回關閘總站 |
| 澳巴   | 22 （特班車）         | 祐漢                          | ↔      | 澳門大學           | 1990年代末        | - 1991年2月1日開辦，按22路線原線行駛，只單向前往至氹仔後以澳門大學第一座宿舍為總站，並不途經氹仔城區，每12分鐘一班，此特別班次在同年5月28日配合此線其餘常規班次全日來回程途經大學而改為祗於繁忙時間提供服務，並提供回程往祐漢。 |
| 新福利 | 25AX （特班車） 第1代 | 亞馬喇前地                    | →      | 關閘               | 2019年5月3日      | - 曾於2019年5月2、3日服務 - 由亞馬喇前地開出，單向前往關閘廣場，中途路線不停靠任何站點。 |
| 新福利 | 25AX （特班車） 第2代 | 關閘                          | ↔      | 亞馬喇前地         | 2019年7月31日     | - 曾在7月31日熱帶風暴韋帕襲澳，8號風球生效期間營運，中途路線不停靠任何站點 |
| 新福利 | 25B （特班車）        | 關閘                          | ↔      | 亞馬喇前地         | 2019年7月31日     | - 曾於2019年7月31日熱帶風暴韋帕襲澳，8號風球生效期間營運 |
| 新福利 | 26 （特班車） 第1代   | 昌明花園                      | →      | 臨時客運碼頭       | 2011年前          | - 只於晨早時段開出，以中／大型巴士行駛，由昌明花園開往北安碼頭 |
| 新福利 | 26 （特班車） 第2代   | 筷子基北灣                    | ↔      | 蝴蝶谷大馬路       | 2018年3月28日     | - 因路環竹灣馬路近恩尼斯總統前地的一段道路實施交通訊號燈控制下單一車道輪流通車，3月8-28日，26路線臨時以循環線運作，部份班次或將視乎車務需要於蝴蝶谷大馬路總站作短暫停留。為期約14日 |
| 新福利 | 28A （特班車）        | 港澳碼頭                      | →      | 君怡酒店           | 2011年8月1日      | - 每日06:25由賽馬會東門開出頭班車，尾班車為23:28 - 由港澳碼頭開出23:50的尾班車則會以君怡酒店為總站，車內投幣機上通告會顯示該班車以君怡酒店作總站 |
| 新福利 | 28BX （特班車）       | 新口岸／科英布拉街            | →      | 青洲               | 2008年12月7日     | - 巴士路線牌隨機顯示為28B、28B短線或28BX - 由皇朝廣場開出，先沿1A路線至高美士街，再沿28BX路線原線返回青洲總站，只作單向行駛，一般只於晚上時段開出，並以行駛在1A路線中的收班車為主 |
| 新福利 | 28C （特班車）        | 新口岸／科英布拉街            | →      | 關閘               | 2011年7月31日     | - 平日12:30由皇朝廣場開出，先沿23路線駛至何賢公園，後左轉沿28C路線原線返回關閘總站，星期六及學校假期停駛 |
| 新福利 | 32 （特班車）         | 筷子基                        | →      | 葡京酒店           | 2011年7月31日     | - 由於新福利不獲交通事務局批准開辦32短線，新福利改在平日07:00-09:00期間，32路線開出的部份班次到達治安警察局站後，會以葡京酒店為總站，不提供回程服務。另外，平日00:15亦會加開特別班次由高美士／何賢公園往筷子基總站 |
| 新福利 | 33 （特班車）         | 台山街市                      | →      | 賽馬會             | 2011年7月31日     | - 2011年8月1日前，每日06:15由泉悅花園開出頭班車，00:05由賽馬會東門開出尾班車；平日07:31會加開特別班次由台山街市站單向往賽馬會東門，平日06:19、07:05及07:26亦會加開特別班次由泉悅花園站至筷子基總站 - 由2011年8月1日起，改為每日早上06:18-06:48由賽馬會東門站開出，單向行駛前往筷子基總站，每6分鐘一班 - 後來因輕軌馬會站工程而遷至運動場道開出 - 2016年1月16日，因應新福利轉換批給合同，33路線特班車取消，由延長33路線頭班車時間至05:30所取代 |
| 新福利 | 33 （特班車）         | 賽馬會                        | 筷子基 | 2016年1月16日      |                   | - 2011年8月1日前，每日06:15由泉悅花園開出頭班車，00:05由賽馬會東門開出尾班車；平日07:31會加開特別班次由台山街市站單向往賽馬會東門，平日06:19、07:05及07:26亦會加開特別班次由泉悅花園站至筷子基總站 - 由2011年8月1日起，改為每日早上06:18-06:48由賽馬會東門站開出，單向行駛前往筷子基總站，每6分鐘一班 - 後來因輕軌馬會站工程而遷至運動場道開出 - 2016年1月16日，因應新福利轉換批給合同，33路線特班車取消，由延長33路線頭班車時間至05:30所取代 |
| 新福利 | 34 （特班車） 第1代   | 台山街市                      | →      | 海洋花園           | 不詳              | - 由於新福利不獲土地工務運輸司批准開辦34A路線，新福利改為每日早上繁忙時段，派出中／大型巴士，在台山街市或關閘開出34路線特班車，單向前往海洋花園瞭望台後收車回廠，不提供回程服務 |
| 關閘   | 34 （特班車） 第1代   |                               | →      | 海洋花園           | 不詳              | - 由於新福利不獲土地工務運輸司批准開辦34A路線，新福利改為每日早上繁忙時段，派出中／大型巴士，在台山街市或關閘開出34路線特班車，單向前往海洋花園瞭望台後收車回廠，不提供回程服務 |
| 新福利 | 34 （特班車） 第2代   | 賽馬會                        | →      | 關閘               | 2008年            | - 由賽馬會東門站開出，經海洋花園，沿34路線原線開往關閘總站 - 頭牌會顯示開往關閘 |
| 新福利 | 34 （特班車） 第3代   | 賽馬會                        | →      | 菜園涌邊街         | 2011年            | - 由賽馬會東門站開出，經賽馬會西門、柯維納馬路後，沿34路線原線開往菜園涌邊街總站。 |
| 澳巴   | 102 （特班車）        | 青茂口岸 （近鴨涌河變電站旁） | →      | 港珠澳大橋         | 2022年8月4日      | - 2022年8月4日晚上，青茂口岸出現大量旅客過關，警方與交通事務局協調兩巴及旅遊巴，於晚上8時起由青茂口岸（近鴨涌河變電站旁）開出免費專車前往港珠澳大橋澳門口，並且引導原於現市署苗圃內的青茂口岸臨時站的102路線乘客前往該處乘坐專車 - 其中澳巴電牌顯示為102路線；新福利則為專車 |
| 新福利 | 102 （特班車）        | 青茂口岸 （近鴨涌河變電站旁） | →      | 港珠澳大橋         | 2022年8月4日      | - 2022年8月4日晚上，青茂口岸出現大量旅客過關，警方與交通事務局協調兩巴及旅遊巴，於晚上8時起由青茂口岸（近鴨涌河變電站旁）開出免費專車前往港珠澳大橋澳門口，並且引導原於現市署苗圃內的青茂口岸臨時站的102路線乘客前往該處乘坐專車 - 其中澳巴電牌顯示為102路線；新福利則為專車 |
| 新福利 | 102X （特班車）       | 港珠澳大橋                    | ↺      | 亞馬喇前地         | 2019年7月31日     | - 在2019年7月31日熱帶風暴韋帕襲澳，8號風球生效期間營運。 |
| 澳巴   | 701X （特班車）       | 青茂口岸 （近鴨涌河變電站旁） | →      | 橫琴澳方口岸       | 2022年8月4日      | - 2022年8月4日晚上，由於青茂口岸過多旅客過關，同時港珠澳大橋珠澳口岸通關時間只到晚上10時，交通事務局於晚上8時起，協調兩巴及旅遊巴公司，開出免費專車前往橫琴澳方口岸 - 其中澳巴電牌顯示為701X路線；新福利則為專車 |
| 新福利 | 701X （特班車）       | 青茂口岸 （近鴨涌河變電站旁） | →      | 橫琴澳方口岸       | 2022年8月4日      | - 2022年8月4日晚上，由於青茂口岸過多旅客過關，同時港珠澳大橋珠澳口岸通關時間只到晚上10時，交通事務局於晚上8時起，協調兩巴及旅遊巴公司，開出免費專車前往橫琴澳方口岸 - 其中澳巴電牌顯示為701X路線；新福利則為專車 |
| 新福利 | AP1X （特班車）       | 關閘                          | →      | 連貫公路／科技大學 | 2008年12月7日     | - 平日07:15班次由關閘總站開往連貫公路／科技大學，不設回程服務 |
| 新福利 | MT2 （特班車）        | 南灣／羅保博士街              | →      | 澳門機場           | 2008年2月5日      | - 平日加開07:32及08:30班次由南灣／羅保博士街總站開往澳門機場，不設回程服務 |

## 曾暫停營運路線列表
本列表只列舉非因天氣因素（如颱風、暴雨關係）而暫停營運的巴士路線：
- 2017年多條巴士路線受超強颱風天鴿後續影響暫停營運（N1A、N1B、N2、N3、N5、N6）
- 2020年多條巴士路線受疫情影響暫停營運（3AX、5AX、5X、10X、25AX、30X、59、102X、AP1X、MT5、N3夏季）
- 2020年金巴港澳線受疫情影響暫停營運
- 2022年部分巴士路線受疫情影響暫停營運（71S、N4）
- 2022年60條巴士路線受「全澳相對靜止管理」措施暫停營運（詳情請查看該鏈結）
- 2022年5條巴士路線在「鞏固期」期間暫停營運（10X、17S、25BS、71S、72）
- 2022年1條巴士路線在「穩定期」期間暫停營運（71S）

### 詳細資料
| 營運商       | 路線         | 起訖點           | 起訖點 | 起訖點       | 暫停時間                       | 暫停原因 |
| ------------ | ------------ | ---------------- | ------ | ------------ | ------------------------------ | --- |
| 公共汽車公司 | 1 第1代      | 港澳碼頭         | ↺      | 新街市       | 1952年1月1日 至 1952年1月21日  | - 為第1代2路線逆時針版本 - 因公共汽車公司突然以虧損為由停駛而停辦，後改由福利接辦 |
| 公共汽車公司 | 2 第1代      | 港澳碼頭         | ↺      | 新街市       | 1952年1月1日 至 1952年1月21日  | - 為第1代1路線順時針版本 - 因公共汽車公司突然以虧損為由停駛而停辦，後改由福利接辦 |
| 公共汽車公司 | 5            | 媽閣             | ↔      | 台山         | 1952年1月1日 至 1952年1月21日  | - 因公共汽車公司突然以虧損為由停駛而停辦，後改由福利接辦 |
| 維澳蓮運     | 10X          | 關閘             | →      | 亞馬喇前地   | 2011年8月1日 至 2011年8月27日  | - 2011年8月1日新巴士模式實行後維澳蓮運接辦本線，但因人手不足原故暫停營運，直至同月28日，維澳蓮運聘請足夠車長後復辦本線                                                                  |
| 新時代       | 10X          | 關閘             | →      | 亞馬喇前地   | 2017年8月24日                  | - 因8.23天鴿風災，新時代多部巴士遭受水浸，因此本線暫停營運。 |
| 新福利       | 15T          | 黑沙海灘         | ↺      | 蝴蝶谷大馬路 | 2022年                         | - 因受九澳高頂馬路九澳水庫擴容工程影響，原行程需改為繞道路環駛往黑沙海灘，經綜合考量，本線於該年暫停服務                                                                                |
| 澳巴         | H2           | 俾若翰街／快富樓 | ↺      | 山頂醫院     | 每年大賽車期間                 | - 由於本線走線部分與東望洋跑道重疊，故必須於大賽車期間停駛 |
| 澳巴         | 蓮花大橋專車 | 蓮花口岸         | ↔      | 橫琴口岸     | 2005年9月27日 至 2007年4月30日 | - 岐關稱為蓮花大橋穿梭巴士專線 - 由於橫琴口岸邊檢大樓結構出現問題，關口封閉，本線同時暫停服務 - 及後至2007年5月1日關口重開，本線重新運作 - 由2011年8月1日起，澳巴將本線改稱蓮花口岸專線 |
| 岐關         | 蓮花大橋專車 | 蓮花口岸         | ↔      | 橫琴口岸     | 2005年9月27日 至 2007年4月30日 | - 岐關稱為蓮花大橋穿梭巴士專線 - 由於橫琴口岸邊檢大樓結構出現問題，關口封閉，本線同時暫停服務 - 及後至2007年5月1日關口重開，本線重新運作 - 由2011年8月1日起，澳巴將本線改稱蓮花口岸專線 |

## 曾計劃之路線
本列表為交通事務局、土地工務運輸局或巴士公司曾計劃開辦的巴士路線，以及現已開通但跟開通前計劃不一樣的路線
- 註：灰色底色代表為取消計劃開辦的巴士路線，或作出調整編號的路線

| 營運商   | 路線 （別稱）           | 起訖點           | 起訖點 | 起訖點             | 收費                                | 簡介 |
| -------- | ----------------------- | ---------------- | ------ | ------------------ | ----------------------------------- | --- |
| 福利     | 2                       | 總站             | ↺      | 跑狗場             | $0.1                                | - 在1963年年中，為了服務跑狗場落成及美副將一帶新建大廈人伙居民，市政廳建議福利開通此線，由總站 開出，經沙梨頭、提督馬路、跑狗場（正門）、美副將、士多紐拜斯、東望洋街、東望洋斜巷、水坑尾、南灣大馬路、新馬路返回總站 - 為1路線大環市線的順時針版本，後因福利認為只能服務美副將往中區、新馬路方向的居民，而仍然不能疏導非常擁迫的5路線，因此改為由總站開出，經新馬路、南灣大馬路、水坑尾、東望洋斜巷、東望洋街、士多紐拜斯、美副將、提督馬路、高士德、荷蘭園、水坑尾、南灣大馬路、新馬路，返回總站，並於同年的9月10日實施，共派5部大型巴士，每5分鐘一班 |
| 新福利   | 4A                      | 半邊橙           | ↺      | 關閘               | 空調： $1.0 非空調： $0.7           | - 新福利於1989年曾計劃開通，有如4路線及5路線的混合版本 - 由半邊橙開出，途經媽閣、新馬路、荷蘭園、高士德、提督馬路、關閘、提督馬路、沙梨頭、司打口、媽閣，返回半邊橙 |
| 福利     | 6 第1次計劃版本         | 議事亭前地       | ↔      | 山頂醫院           | $0.1                                | - 1963年9月，市政廳建議福利開通山頂醫院專線，由議事亭前地開出，直達不停站往返山頂醫院，並於每日14:30至16:30服務 - 後雙方經過討論及協商後，在1965年6月21日正式開辦，由原來的直達不停站，改為站站停形式，途經新馬路、南灣大馬路、水坑尾、東望洋斜巷 |
| 福利     | 6 第2次計劃版本         | 總站             | ↔      | 蓮峰廟             | $0.3                                | - 福利於1977年6月9日向市政廳申請開辦本路線來輔助5路線，並計劃在7月1日開通 - 去程由巴素打爾古街開出，經新馬路、水坑尾、荷蘭園、高士德馬路、提督馬路、到二區警署即台山行車天橋位置掉頭；回程經沿路經士多紐拜斯、水坑尾、約翰四世大馬路、殷皇子大馬路、回到海傍總站 - 計劃以6-7輛雙層巴士行駛，服務時間在上午七時半至下午二時、及下午五時至晚上八時，每6分鐘一班 - 後因市政廳提出以過橋巴士不准進入新馬路作為交換條件而作罷。 |
| 福利     | 6 第3次計劃版本         | 媽閣             | ↺      | 回力場             | $0.5                                | - 1978年10月，福利與市政廳共同商議推出6及7路線，兩線共以八輛24座位的小巴行駛 - 其中本線途經西灣、燒灰爐、議事亭前地、八角亭、山頂醫院、新口岸、回力、友誼馬路、賈羅布、約翰四世大馬路、殷皇子馬路、南灣、西灣返回到媽閣總站 - 後來由於覺得路線迂迴及採納市民的意見後，在1979年7月4日分拆成三條路線（6、7及8路線），並改在總站開出，途經新馬路、議事亭前地、羅結池巷、八角亭、山頂醫院、新口岸、回力、友誼馬路、賈羅布、約翰四世大馬路、殷皇子馬路、新馬路返回到總站 |
| 福利     | 7                       | 媽閣             | ↺      | 祐漢               | $0.5                                | - 1978年10月，福利與市政廳共同商議推出6及7路線，兩線共以八輛24座位的小巴行駛 - 其中本線途經內港、沙梨頭、雅廉訪、俾利喇、祐漢、俾利喇、渡船街、鏡湖馬路、白鴿巢、大三巴街、板障堂、議事亭前地、新馬路、內港返回到媽閣總站 - 後來由於覺得路線迂迴及採納市民的意見後，在1979年7月4日分拆成三條路線（6、7及8路線），並改為途經內港、沙梨頭、筷子基、祐漢、俾利喇、高士德、沙梨頭、內港返回到媽閣總站。 |
| 福利     | 8                       | 總站             | ↺      | 台山               | $0.5                                | - 1979年3月初，福利公佈本線初步計劃，途經內港、沙梨頭、提督馬路、台山後折返到總站 - 後來在3月尾路線計劃改為途經內港、沙梨頭、雅廉訪、二龍喉公園、羅利老馬路、渡船街、鏡湖馬路、新勝街、白鴿巢、大三巴街、板障堂、議事亭前地、新馬路、內港返回到總站 ，並於7月4日實施 |
| 福利     | 12                      | 媽閣             | ↔      | 氹仔               | $1.0                                | - 1976年2月，福利建議將11路線分拆為11路線及本線，11路線改為途經水坑尾，並將澳門總站延伸至台山，而本線則按照原11路線走線行駛，由福利獨自經營，上述兩線均不設有分段收費 - 後由於11路線另一聯營公司—海島市公司強烈反對，最終被市政廳否決方案 |
| 新福利   | 32X                     | 亞馬喇前地       | ↺      | 澳門旅遊塔         | 現金： $3.2 澳門通： $2.0           | - 2016年2月3日，澳門政府公報刊憲新福利修訂後的新巴士服務合同，新福利將新增本線，由亞馬喇前地作為總站，往返旅遊塔，中途途經立法會前地，服務時間為11:00-00:00分，每15-20分鐘一班，只在周六、日及公眾假期服務，使用小巴車型行駛，用作以配合18、23取消前往旅遊塔站之替代接駁服務 - 後於2016年11月11日開通的版本中，改為以旅遊塔作為總站，中途不途經立法會前地，服務時間改為在11月份特定日子服務，19:00-23:00每10-15分鐘一班，並改以大巴車型行駛 |
| 新福利   | 37                      | 廣東大馬路／鴻發 | ↺      | 澳門大學           | 免費                                | - 2009年11月8日，交通事務局所公佈的澳門道路集體客運公共服務招標案卷中，提及新福利將在2010年10月15日獨營本線，以取代澳大接駁線，路線雙向均停靠新世紀酒店，並實施全程免費，後因澳巴上訴案影響新巴士模式進展進度，拖延至2011年8月1日才開始 - 本線最終拖至2011年6月12日第四階段巴士路線調整時開辦，但先交由澳巴經營6月份，新福利經營7月份及於8月份正式交由新福利獨營，路線亦調整延伸至拉哥斯街往返澳門大學；收費由全程免費，改為除氹仔東北兩個站點收費$2.8，其餘站點上車免費 |
| 新福利   | 37UE                    | 湖畔大廈         | ↔      | 澳門大學           | 現金： $2.8 澳門通： $2.0           | - 交通事務局與澳門大學協商，原計劃於2014年10月開通，由新福利營運，服務時間為07:00-10:00及17:00-19:00 - 後因合同緣故，最終本線由新開通的71X路線取代 |
| 新福利   | 37X                     | 湖畔大廈         | ↺      | 雞頸馬路／孝思墓園 | 免費                                | - 由於交通事務局將來往亞馬喇前地至湖畔大廈的新路線編為39路線，此原39路線遂曾計劃改稱37X路線，但最終此編號沒有被採用，春秋二祭特別線最終回復無編號狀態並直接稱為孝思接駁專線 |
| 新福利   | 38 第3代                | 臨時客運碼頭     | ↺      | 氹仔               | 現金： $2.8 澳門通： $2.0           | - 2016年2月3日，澳門政府公報刊憲新福利修訂後的新巴士服務合同，新福利將新增38路線路氹城循環線，由臨時客運碼頭開出，往返路氹城區各大娛樂場渡假村及氹仔市區 |
| 澳巴     | 55S （55特班車）        | 澳門大學         | ↺      | 下環街             | 現金： $6.0 澳門通： $3.0           | - 2020年11月24日，交通事務局與澳門大學學生會會面，會後交通事務局局長林衍新表示著手研究於繁忙時間開辦本線往返澳大及下環街 - 後於2021年8月18日開辦，並改稱為71S路線 |
| 澳巴     | 56                      | 石排灣           | ↺      | 外港碼頭           | 現金： $5.0-$2.8 澳門通： $3.0-$2.0 | - 2015年10月1日，澳門政府公報刊憲所公佈路線方案為石排灣總站、路氹連貫公路、偉龍馬路、臨時客運碼頭、北安大馬路、友誼大橋、海港前地、友誼大馬路、友誼大橋、北安大馬路、臨時客運碼頭、偉龍馬路、路氹連貫公路、石排灣總站（去回程均途經路氹邊檢大樓，去程不經機場） - 由於早前開通夜間版本與本線相似走向的N5路線客量偏低，故在2016年4月30日開通的版本，改經氹仔嘉樂庇馬路、湖畔大廈、高勵雅馬路，不途經上述以粗體標示的地點 |
| 澳巴     | 73X                     | 澳門大學         | ↺      | 黑沙環             | 現金： $6.0 澳門通： $3.0           | - 2018年3月16日，澳門大學學生會就73路線上車難，乘車時間長等問題向交通事務局商討解決方案。局長林衍新就早晚高峰期澳大師生上車難提出幾點解決方法，包括將嘗試增加特班車（如3X形式），將於特定時間點（8:00-10:00和17:00-19:00）增設較少站點的73X路線，以解決澳大師生在上落課時間段來往黑沙環時出現的上車難的情況。澳門大學學生會就此提出建議，73路線可參考格蘭披治大賽車期間所調整之時段性改道安排，行經湖畔大廈、友誼大橋前往黑沙環，可避免因路線長、站點多而導致乘車時間增加，亦可避免行經嘉樂庇總督大橋，林衍新亦表示此建議可行，將嘗試進行更改 - 後來因資源及成本問題，路線改為會議上由局方另外提議增設由澳門大學往返賽馬會的短途路線，能夠方便居住於各區的同學於氹仔賽馬會站點轉乘其他線路巴士 |
| 澳巴     | AP2                     | 媽閣             | ↔      | 澳門機場           | $5.0-$3.5 （分段收費）              | - 澳門機場於1995年開幕時，兩間巴士公司曾建議開設AP1路線及本線，澳巴更曾預先於月票印上「AP2」字樣 - 本線原計劃來往媽閣及機場，途經沙梨頭、高士德、松山隧道及友誼大橋 - 及後由於AP1路線客量偏低而作罷，透過調整21及26路線往返程途經機場所取代 |
| 新福利   | AP2                     | 媽閣             | ↔      | 澳門機場           | $5.0-$3.5 （分段收費）              | - 澳門機場於1995年開幕時，兩間巴士公司曾建議開設AP1路線及本線，澳巴更曾預先於月票印上「AP2」字樣 - 本線原計劃來往媽閣及機場，途經沙梨頭、高士德、松山隧道及友誼大橋 - 及後由於AP1路線客量偏低而作罷，透過調整21及26路線往返程途經機場所取代 |
| 新福利   | M1                      | 媽閣             | ↔      | 亞馬喇前地         | 現金： $3.2 澳門通： $2.5           | - 土地工務運輸局原計劃於2008年下半年開辦的穿梭巴士線，方便市民前往亞馬喇前地轉乘其他路線，後透過調整3A及10A路線而取消計劃 |
| 新福利   | M2                      | 新口岸           | ↔      | 亞馬喇前地         | 現金： $3.2 澳門通： $2.5           | - 土地工務運輸局原計劃於2008年下半年開辦的穿梭巴士線，方便市民前往亞馬喇前地轉乘其他路線，後透過調整3A及10A路線而取消計劃 |
| 澳巴     | MT4                     | 筷子基北灣       | ↔      | 澳門蛋             | $3.3                                | - 土地工務運輸局原計劃於2007年年內推出MT4特別專線，以點對點的形式作快速疏導，並擬在沙梨頭北街（綠楊花園附近）設巴士站，行走於市區外圍的道路，到達路氹城的東段新路、澳門蛋、蓮花口岸等地點 - 後推遲計劃至2011年8月1日開通，並縮短行程為媽閣至科大醫院，並交由新福利獨營本線 |
| 新福利   | MT4                     | 筷子基北灣       | ↔      | 澳門蛋             | $3.3                                | - 土地工務運輸局原計劃於2007年年內推出MT4特別專線，以點對點的形式作快速疏導，並擬在沙梨頭北街（綠楊花園附近）設巴士站，行走於市區外圍的道路，到達路氹城的東段新路、澳門蛋、蓮花口岸等地點 - 後推遲計劃至2011年8月1日開通，並縮短行程為媽閣至科大醫院，並交由新福利獨營本線 |
| 新福利   | MT4X                    | 孫中山公園       | ↺      | 路氹               | 現金： $4.2 澳門通： $2.5           | - 新福利在2017年9月份曾向交通事務局申請開辦本線，路線以MT4路線跳站式形式行駛，利用澳門西邊快速通道，連接關閘、西邊客運走廊至離島區，後被交通事務局否決開通該路線 |
| 澳巴     | N4                      | 澳門大學         | ↔      | 石排灣             | 現金： $3.2 澳門通： $2.5           | - 交通事務局在2013年5月12日公佈，計劃在2013年第三季開設石排灣-澳大的夜間路線 - 後來取消計劃，改以N6路線所取代。 |
| 澳巴     | N6                      | 澳門大學         | ↔      | 湖畔大廈           | 現金： $2.8 澳門通： $2.0           | - 2015年10月1日，澳門政府公報刊憲所公佈路線方案為去程由澳門大學總站開出，經蓮花海濱大馬路、望德聖母灣大馬路、嘉樂庇總督馬路，以湖畔大廈作終點站；回程由湖畔大廈開出，經嘉樂庇總督馬路、望德聖母灣大馬路、蓮花海濱大馬路，終點站為澳門大學總站 - 後在2016年4月20日開通的路線版本，改為循環線，由澳門大學總站開出，經蓮花海濱大馬路、運動場道、基馬拉斯大馬路、孫逸仙大馬路、嘉樂庇總督馬路、科大醫院、偉龍馬路、嘉樂庇總督馬路、孫逸仙大馬路、基馬拉斯大馬路、運動場道、蓮花海濱大馬路，終點站為澳門大學總站 |
| 福利     | 議事亭前地—氹仔橋頭專線 | 議事亭前地       | ↔      | 氹仔橋頭           | $0.3                                | - 在1974年9月份，因離澳氹大橋10月5日的通車時間越來越近，市政廳廳長申道怨與福利公司經理陳昌騏協商，福利公司表示會派出兩輛巴士行走，由議事亭前地開往氹仔橋頭，不駛入氹仔市區，後來市政廳沒有接納福利公司的路線建議 |
| 小輪公司 | 台山—路環專線           | 台山             | ↔      | 路環               | $0.3-$1.2 （分四段階梯式收費）      | - 在1974年9月份，小輪公司建議開通途經台山、提督馬路、沙梨頭、內港、新馬路、澳氹大橋、菩提園、氹仔碼頭、柯納納馬路、黑橋、氹仔市區、嘉樂庇馬路、連貫公路至路環市區 - 收費分四段式，第一段由台山至澳門橋頭，第二段由澳門橋頭至氹仔橋頭，第三段由氹仔橋頭至路氹連貫公路（氹仔入口），第四段由路氹連貫公路（氹仔入口）至路環市區，每段收費$0.3元 - 後由於福利公司認為小輪公司建議的巴士路線將會侵犯福利公司的專營權而強烈反對，最終擱置有關建議 |
| 新福利   | 新馬路循環專線          | 亞馬喇前地       | ↺      | 司打口             | 免費                                | - 公共交通政策小組在2008年3月27日推行新馬路循環線免費巴士服務，自葡京亞馬喇前地巴士轉乘站接駁居民及遊客往內港、司打口一帶，有關循環線以亞馬喇前地為總站，沿途除會使用現有的巴士站外，還將在新馬路下段金碧文娛中心附近及對面尋找合適地點增設一個上落站，即循環線全程將設約十個站點，這些站點包括澳門廣場、永亨銀行、金碧附近、火船頭街、司打口、萬事發酒店、金碧對開合適地點、大豐銀行、澳門廣場對面，以及亞馬喇前地轉乘站。新增上落站只供循環線巴士專用 - 該線班次在繁忙時段將控制在10-15分鐘之內開出一班，其餘時段則會視實際需要靈活調整 - 政府希望社會各界積極發表意見，若新馬路整治計劃能獲社會共識，最快可於暑假期試行                                                                     |
|          | 沙欄仔街臨時接駁線      | 媽閣             | ↺      | 白鴿巢臨時站       | 免費                                | - 配合沙欄仔街及沙欄仔斜路道路工程封閉，部分路線改道行駛並不途經新橋區，交通事務局原計劃協調巴士公司增設臨時巴士路線，以減低對該區居民出行的影響 - 但當時由於出現6‧18大規模COVID-19疫情，加上於2022年7月11日至23日期間一度實施“全澳相對靜止管理”措施，導致巴士乘客大幅減少，加上工程在疫情下如期完工，最終擱置開設。</ref> - 上述路線由18B路線改道取代；另外在“全澳相對靜止管理”措施生效期間，18B路線停駛，分別由18和19路線改道取代 |

## 曾計劃但未實行之特班車列表
| 營運商 | 路線           | 起訖點     | 起訖點 | 起訖點     | 實行時間       | 簡介及取消原因 |
| ------ | -------------- | ---------- | ------ | ---------- | -------------- | --- |
| 新福利 | 5 （特班車）   | 關閘       | →      | 媽閣       | 2016年11月18日 | - 大賽車首日關閘總站周邊道路擁塞，加上17路線發生有乘客不滿長時間塞車欲從窗口落車的事件，為提高巴士周轉，交通事務局經與巴士公司商討，安排本線當日由關閘總站開出後跳站至「市政狗房」站 - 最後，因當天塞車情況有所舒緩，只有新時代實行特班車之安排         |
| 新福利 | 9 （特班車）   | 關閘       | ↺      | 媽閣       | 2016年11月18日 | - 大賽車首日關閘總站周邊道路擁塞，加上17路線發生有乘客不滿長時間塞車欲從窗口落車的事件，為提高巴士周轉，交通事務局經與巴士公司商討，安排本線當日由關閘總站開出後跳站至「提督馬路／雅廉訪」站 - 最後，因當天塞車情況有所舒緩，只有新時代實行特班車之安排 |
| 新福利 | 9A （特班車）  | 關閘       | ↺      | 旅遊塔     | 2016年11月18日 | - 大賽車首日關閘總站周邊道路擁塞，加上17路線發生有乘客不滿長時間塞車欲從窗口落車的事件，為提高巴士周轉，交通事務局經與巴士公司商討，安排本線當日由關閘總站開出後跳站至「提督馬路／雅廉訪」站 - 最後，因當天塞車情況有所舒緩，只有新時代實行特班車之安排 |
| 新福利 | 16 （特班車）  | 菜園涌邊街 | ↺      | 下環街市   | 2016年11月18日 | - 大賽車首日關閘總站周邊道路擁塞，加上17路線發生有乘客不滿長時間塞車欲從窗口落車的事件，為提高巴士周轉，交通事務局經與巴士公司商討，安排本線當日由停靠關閘總站後跳站至「提督馬路／雅廉訪」站 - 最後，因當天塞車情況有所舒緩，只有新時代實行特班車之安排 |
| 新福利 | 17 （特班車）  | 白鴿巢     | ↺      | 文化中心   | 2016年11月18日 | - 大賽車首日關閘總站周邊道路擁塞，加上本線發生有乘客不滿長時間塞車欲從窗口落車的事件，為提高巴士周轉，交通事務局經與巴士公司商討，安排本線當日由停靠關閘總站後跳站至「提督馬路／雅廉訪」站 - 最後，因當天塞車情況有所舒緩，只有新時代實行特班車之安排   |
| 新福利 | 25 （特班車）  | 關閘       | →      | 黑沙海灘   | 2016年11月18日 | - 大賽車首日關閘總站周邊道路擁塞，加上17路線發生有乘客不滿長時間塞車欲從窗口落車的事件，為提高巴士周轉，交通事務局經與巴士公司商討，安排本線當日由關閘總站開出後跳站至「市政狗房」站 - 最後，因當天塞車情況有所舒緩，只有新時代實行特班車之安排         |
| 新福利 | 25X （特班車） | 關閘       | ↺      | 蓮花圓形地 | 2016年11月18日 | - 大賽車首日關閘總站周邊道路擁塞，加上17路線發生有乘客不滿長時間塞車欲從窗口落車的事件，為提高巴士周轉，交通事務局經與巴士公司商討，安排本線當日由關閘總站開出後跳站至「市政狗房」站 - 最後，因當天塞車情況有所舒緩，只有新時代實行特班車之安排         |
| 新福利 | 28C （特班車） | 關閘       | →      | 回力       | 2016年11月18日 | - 大賽車首日關閘總站周邊道路擁塞，加上17路線發生有乘客不滿長時間塞車欲從窗口落車的事件，為提高巴士周轉，交通事務局經與巴士公司商討，安排本線當日由關閘總站開出後跳站至「提督馬路／雅廉訪」站 - 最後，因當天塞車情況有所舒緩，只有新時代實行特班車之安排 |

## 備註
1. 1 2 3 4 5 6 7 8 9 10 11 12 13 14 15 16 17  總站設於十八號碼頭位置。
2. 1 2 3 4  位於現紅街市。
3. 1 2 3 4 5  總站設於現巴波沙總督前地。
4. 1 2 3 4 5 6  總站設於現路環街市。
5. 1 2  位於現何賢公園巴士站。
6. 1 2 3 4 5 6 7 8 9 10 11 12 13 14 15 16 17 18 19 20 21 22 23 24 25 26 27 28 29  沿線的巴士站不提供此線的資料。
7. ↑  由於由海島市小輪船公司、氹仔公共汽車公司及路環利安巴士公司合組的新公司—海島市公共汽車公司尚未完成註冊，三間公司暫時仍可獨立派出巴士行駛路線
8. 1 2 3  位於漁翁街水塘北角。
9. ↑  位置於現蓮花圓形地
10. ↑  新福利開辦本線之時稱為28B短線，但會在插牌及站點上顯示28BX。2007年開始，新福利會在營運車輛上稱為28BX路線，但舊款巴士頭牌仍然顯示28B短線，而電牌則稱為28BX，直至2009年9月份後，新福利陸續更換舊款巴士頭牌且改稱為28BX路線
11. ↑  新福利開辦本線之時稱為28B短線，但會在插牌及站點上顯示28BX。2007年開始，新福利會在營運車輛上稱為28BX路線，但舊款巴士頭牌仍然顯示28B短線，而電牌則稱為28BX，直至2009年9月份後，新福利陸續更換舊款巴士頭牌且改稱為28BX路線
12. ↑  總站設於石排灣郊野公園巴士站
13. ↑  總站設於現排角牌坊附近。
14. 1 2 3 4 5 6  總站設於現碼頭花園附近。
15. ↑  總站設於原白藥廠、益隆炮竹廠附近。
16. ↑  位於現運動場圓形地。
17. 1 2 3  位於現城市大學。
18. ↑  涉及的路線包括：1、1A、2、2A、3、3A、3X、4、5、6、6A、7、7A、8、8A、9、9A、10、10A、10B、11、12、16、17、18、18A、19、22、23、25、25X、26、26A、28B、28BX、30、32、33、34、AP1、MT1、MT2、MT3、MT4
19. ↑  包括3、3A、3X、5、12、25、25B、25X、26、26A、29、30、33、51、MT4等路線
20. ↑  當警方發出關閘口岸人潮管制措施後，巴士公司會開展最高級別的分流工作，前往關閘總站的巴士路線臨時以「台山街市」站或「巴波沙大馬路」站為臨時總站，巴士公司人員會在巴士站舉牌指示車上乘客落車或候車乘客需要步行前往關閘口岸，巴士須空車到關閘總站接載乘客離開，以緩減關閘口岸的客流量及達至疏導人潮的目的。涉及路線︰1、3、10、25、25B路線
21. ↑  例如︰在2018年12月公益金百萬行期間，5路線在華大新村站完成所有落客過程後，該班車提早於該站收車；在2019年9月煙花匯演期間，26路線部分班次於旅遊塔開出特班車，到達路氹邊檢大樓站時已沒有乘客乘坐，於是提早收車，沒有繼續駛往路環街市；2020年元旦日，51X及88X路線部分班次到達關閘廣場後，已沒有乘客乘坐，於是提早收車，不再駛往路氹終點站
22. ↑  交通事務局廳長盧毅華在座談會上向巴士之友介紹
23. ↑   註:

1. ↑  最後服務日︰2017年11月19日
2. ↑  最後服務日︰2017年11月19日
3. ↑  最後服務日︰2012年10月23日
4. ↑  最後服務日︰2018年6月1日
5. ↑  最後服務日︰2018年4月5日

符號
1. 起訖點中間符號為↔，代表該線為雙向線，往返方向都設有總站；
2. 起訖點中間符號為↺，代表該線為循環線，只設一個總站；
3. 起訖點中間符號為→，代表該線為單向線，不設回程。